# Австрія
А́встрія (нім. Österreich), офіційно А́встрійська Респу́бліка (нім. Republik Österreich, Republik Österreichⓘ) — держава в Центральній Європі, що складається з дев'яти федеративних земель. Столицею, найбільшим містом і однією з федеративних земель є місто Відень. Країна має площу 83 879 км², населення — близько 9 млн осіб, а номінальний ВВП становить приблизно 477 мільярдів доларів США. Межує з Німеччиною та Чехією на півночі, Словаччиною та Угорщиною на сході, Словенією та Італією на півдні, а також Швейцарією та Ліхтенштейном на заході. Австрія — це переважно гірська країна, що не має виходу до моря, і лежить в межах Альп; лише 32 % її території лежить нижче 500 м над рівнем моря, а найвища точка сягає 3798 м. Більшість населення розмовляє баварським діалектом як рідною мовою і німецькою, яка має статус державної мови. Регіональні мови: словенська, градіщансько-хорватська та угорська.
Австрія відігравала центральну роль в європейській історії з кінця XVIII до початку XX. Спочатку вона виникла як марка близько 976 року і перетворилася на герцогство, а пізніше ерцгерцогство. У XVI столітті Австрія почала відігравати роль серця Габсбурзької монархії і молодшої гілки династії Габсбургів — однієї з найвпливовіших королівських династій в історії. Як ерцгерцогство, Австрія була головним компонентом і адміністративним центром Священної Римської імперії. Після розпаду Священної Римської імперії Австрія заснувала у XIX столітті власну імперію, яка стала великою державою та провідною силою Німецького союзу. Після Австро-Прусської війни та встановлення союзу з Угорщиною було створено Австро-Угорську імперію. 
Після вбивства ерцгерцога Франца Фердинанда в 1914 році імператор Франц Йосиф оголосив війну Сербії, яка переросла в Першу світову війну. Поразка імперії та наступний крах призвели до проголошення Німецько-Австрійської Республіки в 1918 році та Першої австрійської республіки в 1919-му. У міжвоєнний період антипарламентські настрої досягли кульмінації у формуванні австро-фашистської диктатури під проводом Енгельберта Дольфуса в 1934 році. За рік до початку Другої світової війни Австрія анексована нацистською Німеччиною. Після визволення в 1945 році та десятиліття окупації союзниками країна відновила свій суверенітет і оголосила про вічний нейтралітет у 1955 році.
Австрія є парламентською представницькою демократією з президентом на посаді глави держави та канцлером на посаді глави уряду. Основні міські райони Австрії включають Ґрац, Лінц, Зальцбург та Інсбрук. Австрія постійно посідає одну з найвищих сходинок серед країн світу за рівнем ВВП на душу населення. Країна досягла високого рівня життя, і у 2018 році посіла 20 місце у світі за своїм Індексом людського розвитку. Відень послідовно займає перше місце на міжнародному рівні за показниками якості життя.
З 1955 року країна є членом Організації Об'єднаних Націй, у 1995 році приєдналася до Європейського Союзу. В Австрії розміщено штаб-квартири ОБСЄ та ОПЕК. Країна є членом-засновником ОЕСР та Інтерполу. У 1995 році Австрія приєдналася до Шенгенської зони, а у 1999 році прийняла Євро як грошову одиницю.

## Походження назви
Австрія (нім. Österreich) — «східна імперія». У IX столітті Австрія була крайньою східною територією в складі Франкської імперії, а також прикордонною зоною німецьких поселень зі слов'янськими землями. Карл I Великий назвав країну Ostmark («східна прикордонна територія»). У XI столітті вперше з'явився термін Ostarrichi.
В українській мові країна згадується як А́встрія, А́встрия, Цісарія, Цісарщина

## Географія

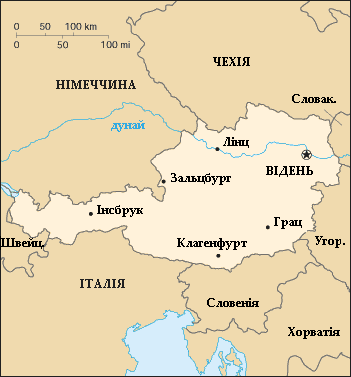
Мапа Австрії.

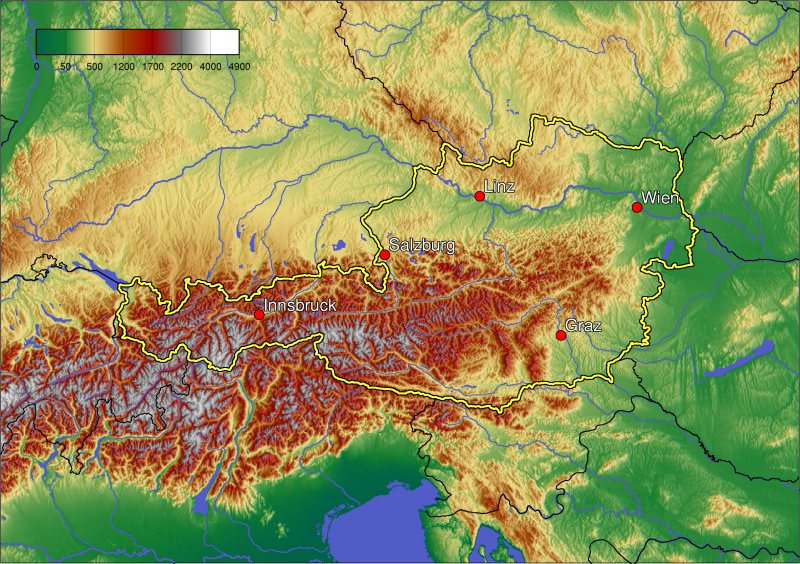
Топографічна мапа Австрії

### Географічне положення
Країна знаходиться у Центральній Європі. Межує з Чехією (спільний кордон — 362 км), Німеччиною (784 км), Угорщиною (366 км), Італією (430 км), Ліхтенштейном (35 км), Словаччиною (91 км), Словенією (330 км), Швейцарією (164 км).

### Геологія
Австрія має різноманітні мінеральні ресурси:
- поклади нафти (52 млн тонн, головні родовища в районі Матцена),
- бурого вугілля (понад 290 млн тонн у Штирії та у Верхній Австрії),
- залізної руди (Ейзенерц),
- магнезиту (Штирія).

Є невеликі родовища міді, марганцевих та свинцевих руд, бокситів, стибію, молібдену, солі.
Див. також: Гідрогеологія Австрії.

### Рельєф
Переважно гірська країна. Південна частина зайнята Східними Альпами (найвища точка — гора Ґросглокнер, в масиві Високий Тауерн, 3 797 м) і їх передгір'ями. Менша, північна частина — хвиляста рівнина, що на крайньому північному сході переходить у Середньо-Дунайську низовину.

### Клімат
Клімат помірний континентальний, на заході вологий. Середня температура січня від —1 °C до —5 °C, липня від +17 °C до +19 °C. Опадів у долині Дунаю 500—600 мм, в Альпах 1 500—2 500 мм.

### Гідрологія
Гідрологія Австрії представлена  всіма групами поверхневих вод. Головна річка Австрії — Дунай, що перетинає всю північну частину держави. Найзначніші його притоки в межах кордонів Австрії: Інн, Траун, Енс. Тільки територія Форальбергу належить до басейну річки Рейну, та невеличка частка на півночі Австрії — до Ельби. Озера Нойзідлер, Боденське.

### Ґрунти і рослинність
Понад 1/3 території займають гірські ліси й складаються переважно з дуба, бука, ялини, смереки, модрини.

### Тваринний світ
В Австрії переважає середньоєвропейський тваринний світ: сарна, олень, заєць, фазан, куріпка, лисиця, борсук і білка. Типовими представниками альпійської фауни є козиця, бабак альпійський і гірська сова; недавно знов було випущено на волю кам'яного козла. Окрім того, характерною ознакою паннонського тваринного світу є справжній пташиний рай в очеретяній смузі єдиного степового озера в Центральній Європі — Нойзідлерського (пурпурова чапля, колонії колпиків і шилодзьобок).

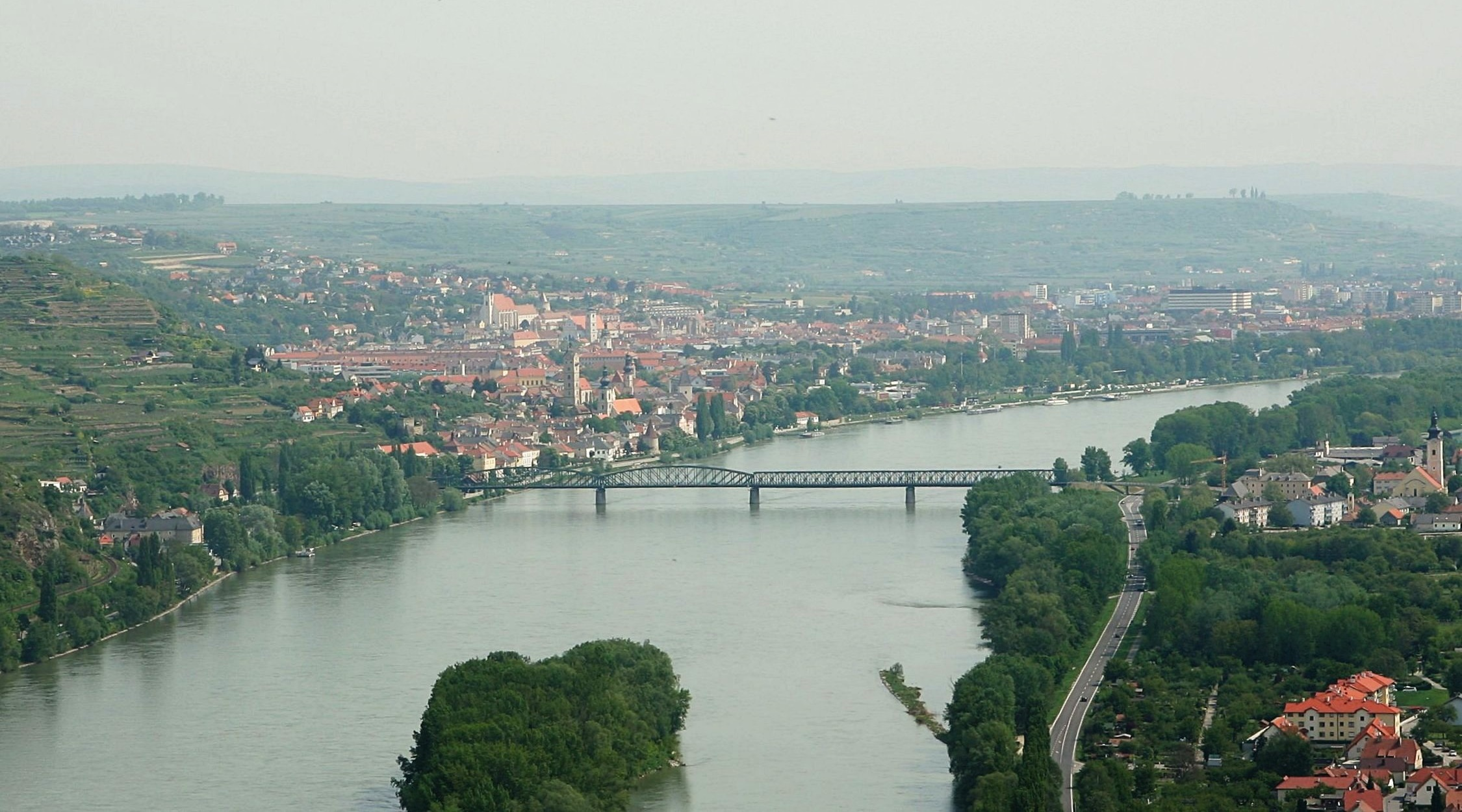
Долина Вахау
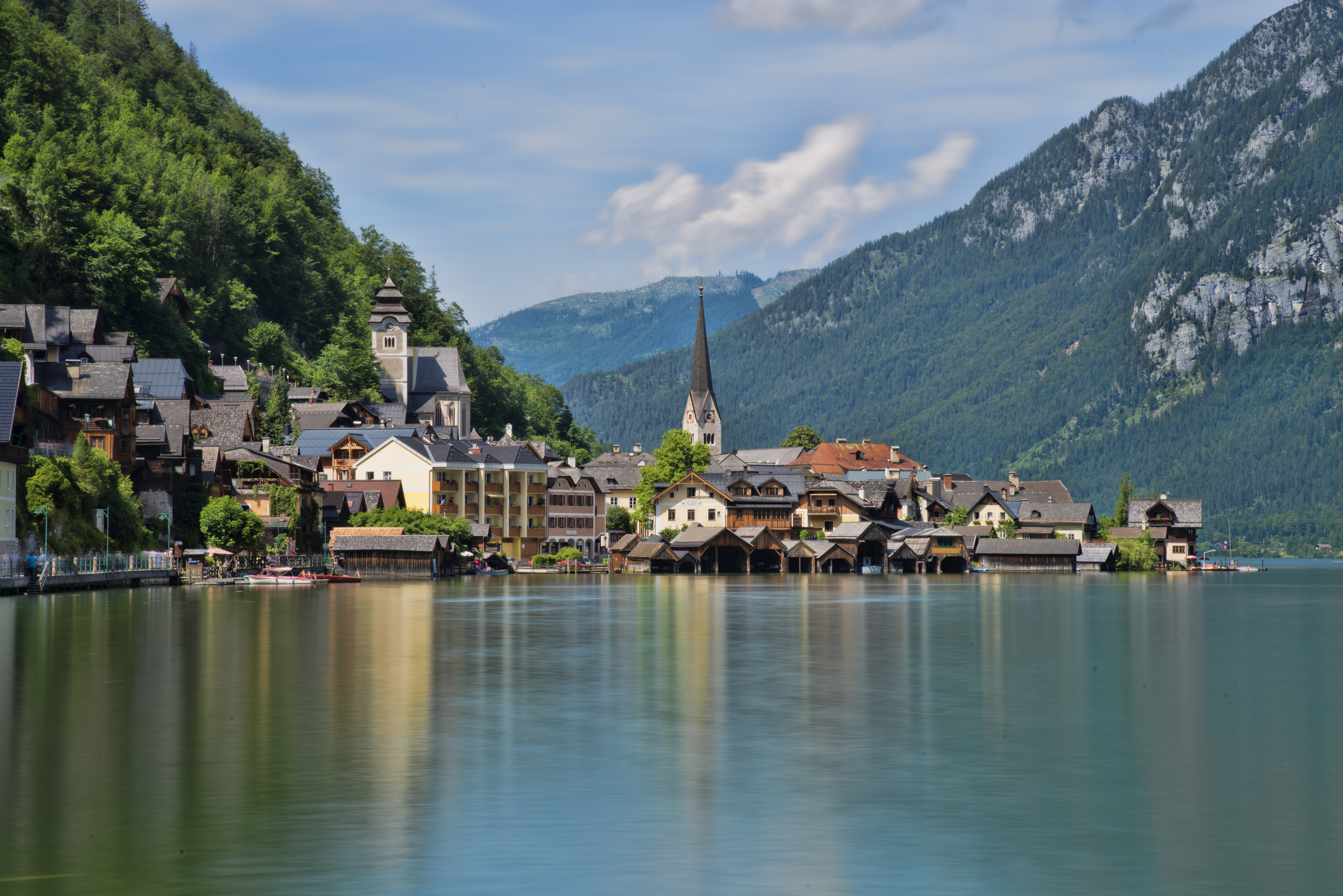
Гальштат
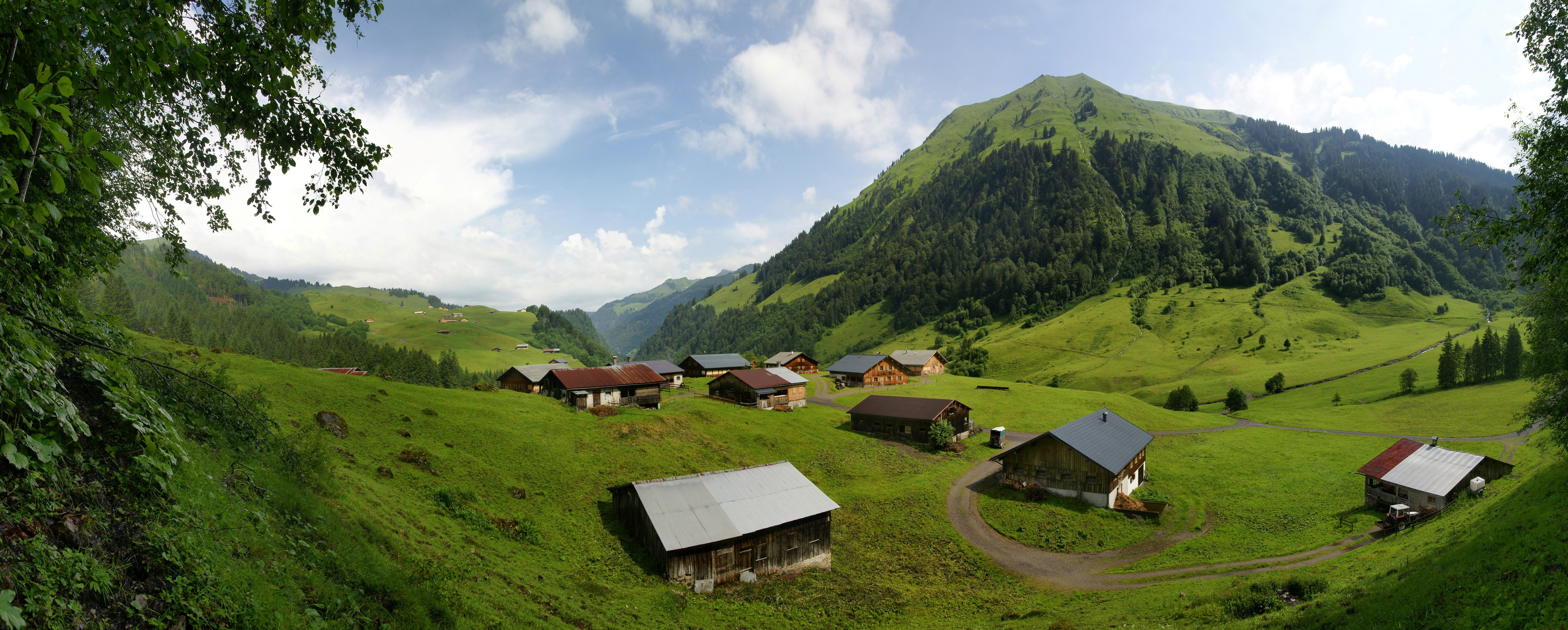
Шоппернау
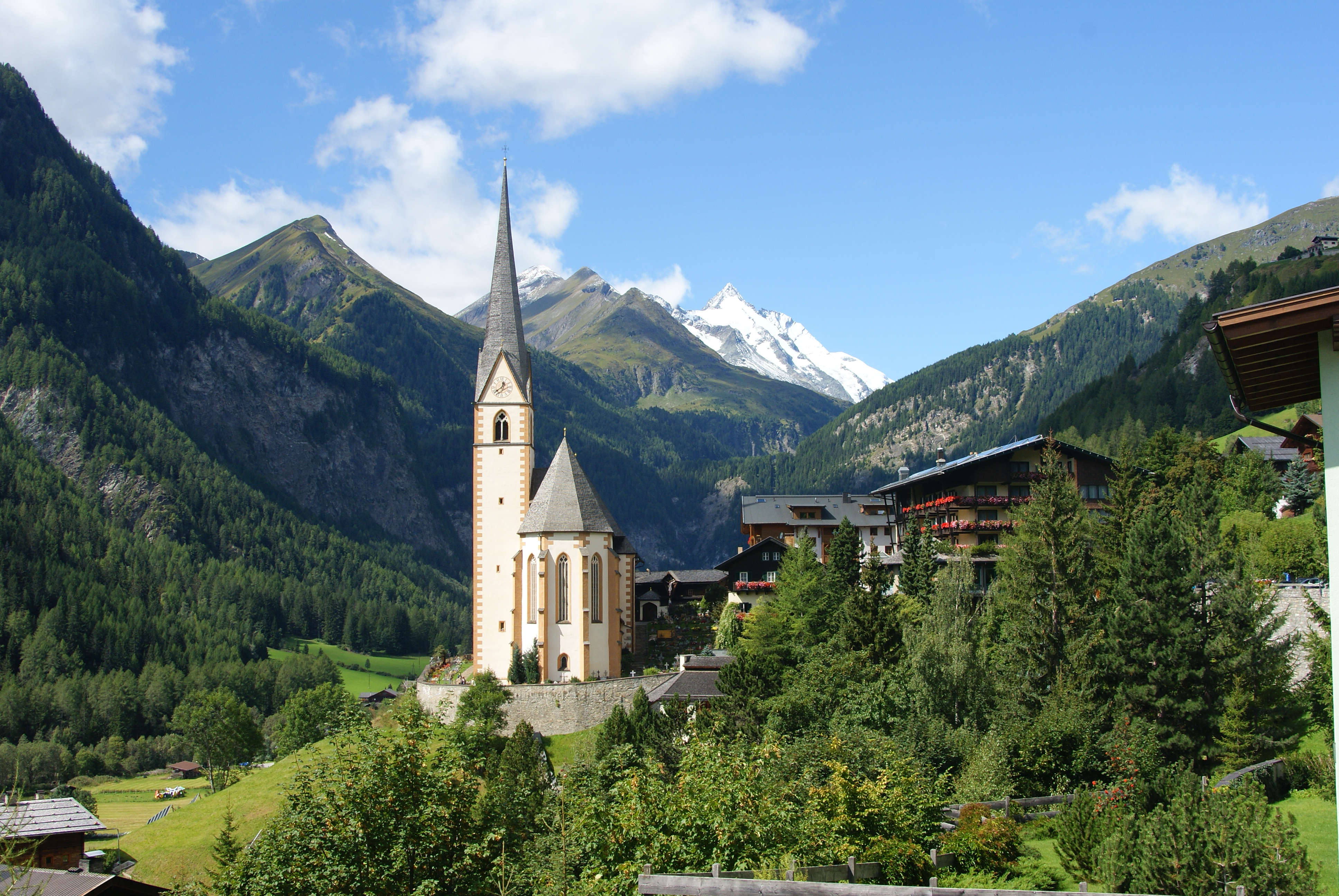
Гора Гросглокнер
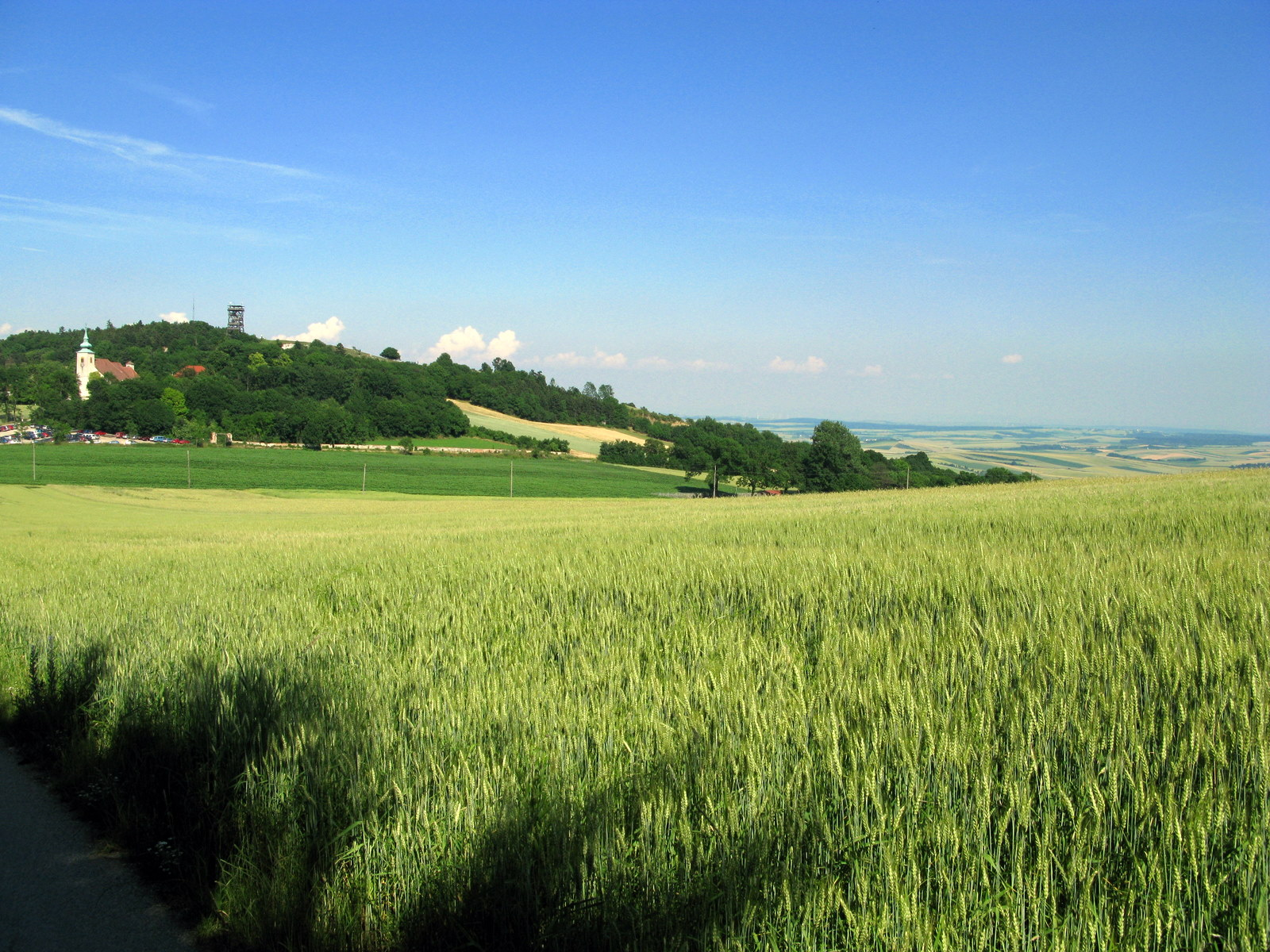
Нижня Австрія

### Природоохоронні території
На території країни розташовано ряд національних парків. Серед них: Високий Тауерн, Донау-Ауен, Калькальпен, Нойзідлерзее-Зеевінкель, Нокберге, Таяталь та інші.

## Історія

### Рання історія

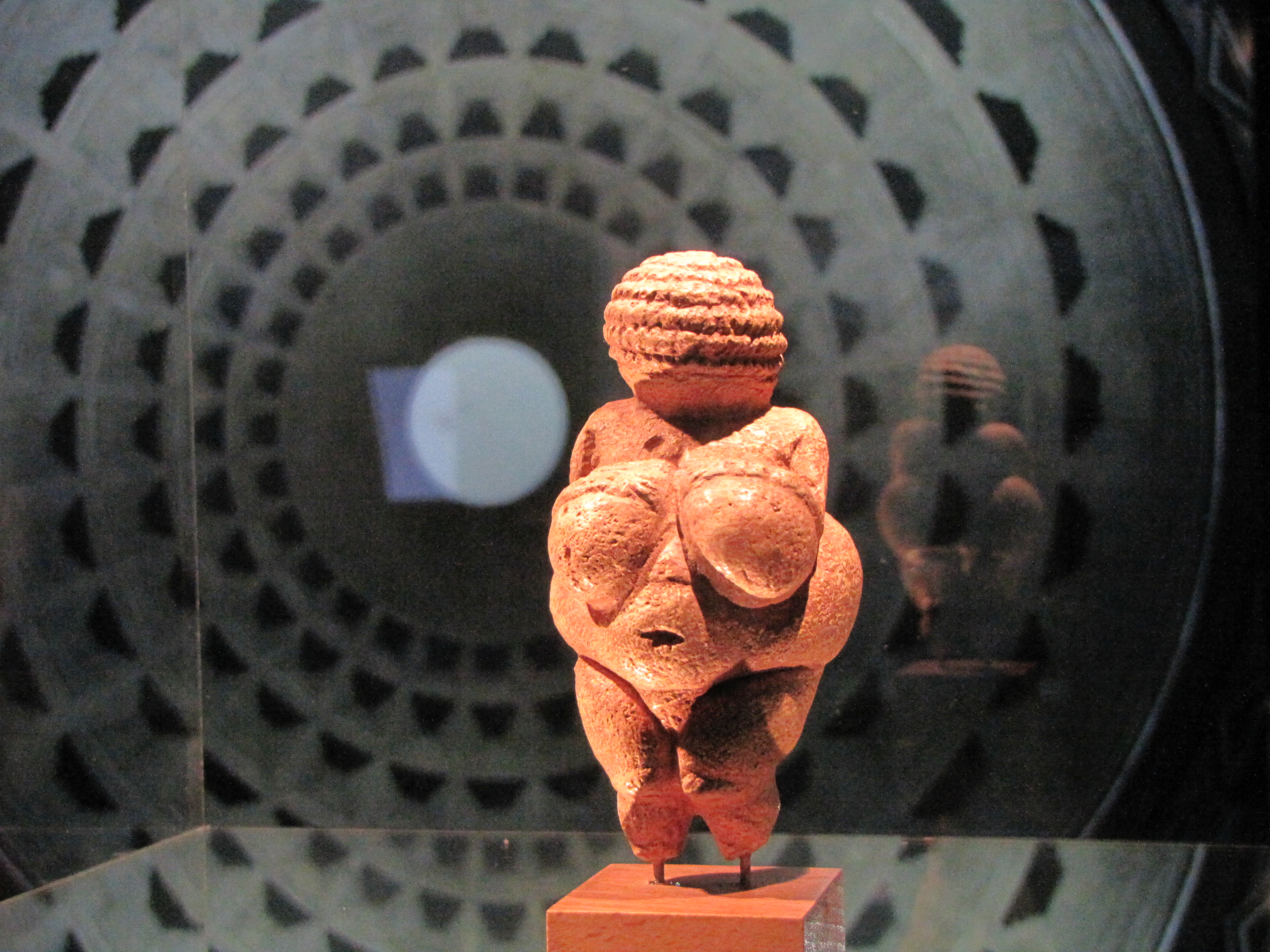
Віллендорфська Венера

На території Австрії знахідки найдавніших людей датують епохою палеоліту. На межі нової ери тут жили різні племена, переважно кельтського походження, серед яких найзначнішими були тевриски (норики). За правління імператора Августа австрійські землі були захоплені римлянами і включені до складу провінцій Норик, Реція та Паннонія. У цей час тут виникли перші міста: Віндобона (Відень), Юванум (Зальцбург), Овілава (Вельс) та інші. У перші століття нашої ери на землях Австрії розселилися германські (бавари) та слов'янські (словенські) племена. Першими державними утвореннями тут були держава Само (утворена близько 623 року) та слов'янське князівство Карантанія, яке у VIII столітті було захоплене баварськими герцогами. Наприкінці VIII століття австрійські землі ввійшли до складу Франкської імперії Карла I Великого по війні з аварами, а після її розпаду у 843 році — до Східнофранкського королівства.
Зародком Австрії стала утворена в другій половині Х століття Східна марка, в якій утвердилася династія Бабенбергів.

### Герцогство

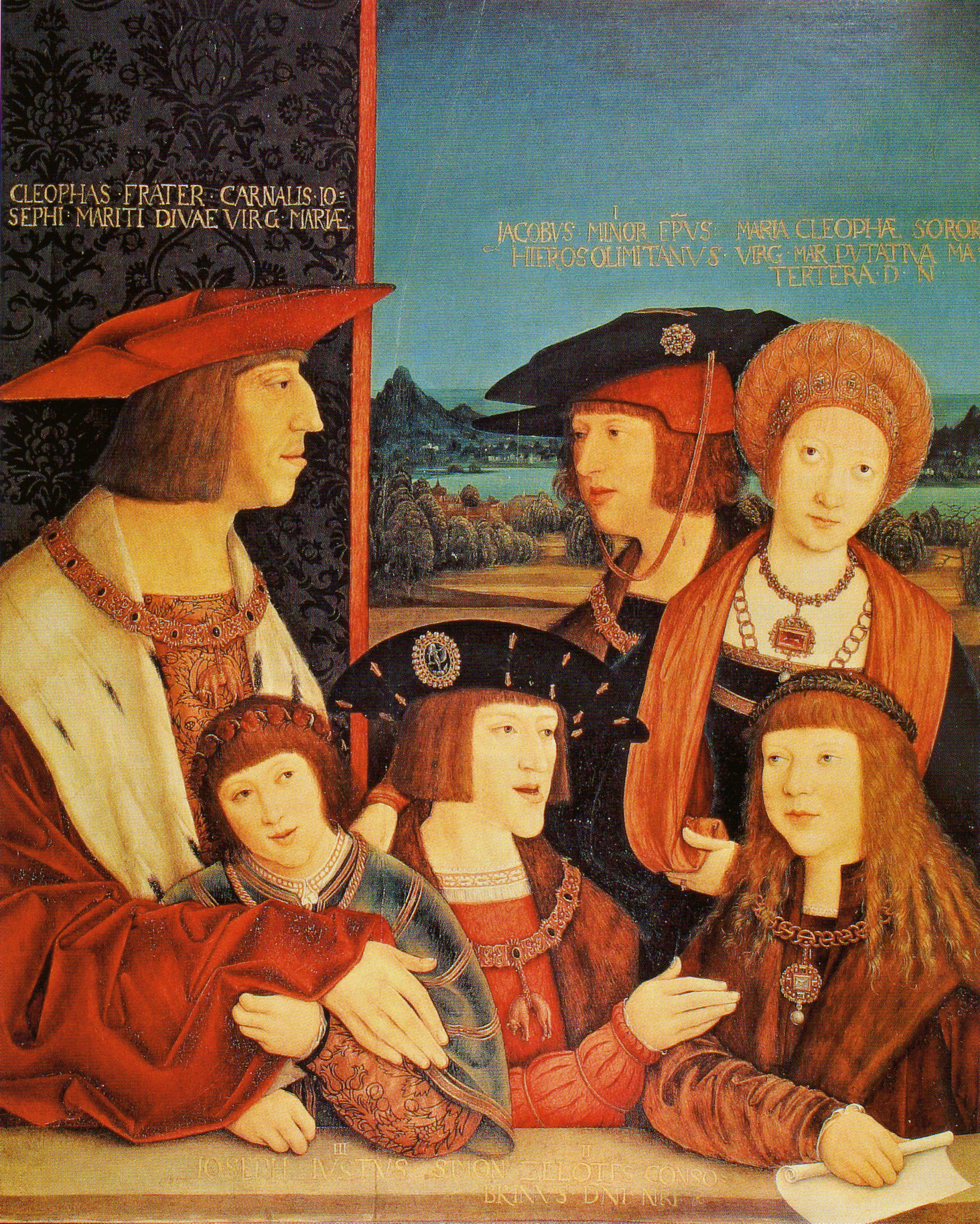
Максиміліан І з родиною, картина Бернхарда Штрігеля (Bernhard Strigel).

У 1156 році австрійські маркграфи досягли перетворення Східної марки на герцогство (цей рік вважається датою утворення австрійської держави) у складі Священної Римської імперії. Упродовж ХІІ-XIV століть кордони Австрії істотно розширилися. Австрійські герцоги поширили свою владу на Штирію, Каринтію, Крайну, Тироль, Форарльберг і стали одними з наймогутніших південнонімецьких князів. Після смерті останнього представника роду Бабенбергів (1246) розпочалася боротьба за оволодіння Австрією, в якій узяв участь і галицько-волинський князь Данило Романович. Унаслідок тривалої боротьби у 1282 році тут утвердилась династія Габсбургів, представники якої з 1438 року незмінно були також імператорами Священної Римської імперії. Протягом ХІІІ-XV століть в Австрії формується станова монархія з ландтагами в окремих землях, однак до кінця XV століття вона була конгломератом земель, об'єднаних лише династичними зв'язками. За правління імператора Фрідріха III (1440–1493) герцоги Австрії почали титулуватися ерцгерцогами, а за його наступника Максиміліана І (1493–1519) всі австрійські землі були об'єднані.

### Імперія
- Докладніше: Австрійська імперія

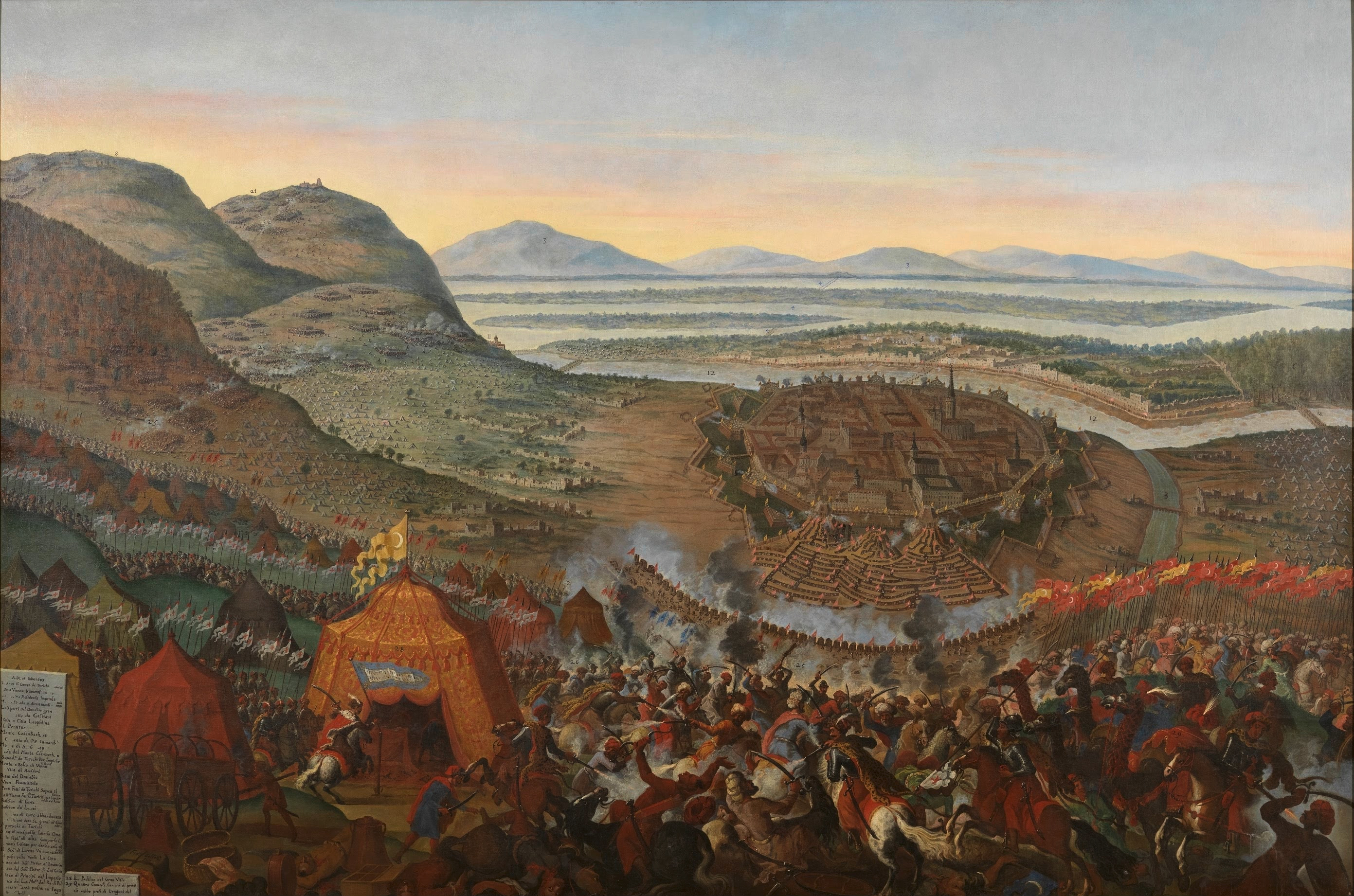
Облога Відня у 1683 році, картина Франца Геффеля (Franz Geffels).

На межі XV—XVI століть створювалася світова імперія Габсбургів. Унаслідок шлюбу Максиміліана І з дочкою герцога Бургундії Карла Сміливого Марією й одруження його сина з наступницею іспанської корони утворилась найбільша держава тогочасного світу, якою почав управляти імператор Карл V (1519–1566). У 1521–1522 роках він передав своєму братові Фердинанду І всі німецькі «спадкові землі» Габсбургів, а собі залишив інші володіння (Іспанію, Нідерланди та інше). За правління Фердинанда І (1521–1522 — 1564), який у 1556 став імператором Священної Римської імперії, значення Австрії істотно зросло. Після розгрому 1526 турками угорсько-чеського війська в битві при Могачі та загибелі короля Людовика II Фердинанд І домігся обрання його королем Угорщини й Чехії та включення значної частини цих володінь до складу австрійських володінь (центральної і східної частини Угорщини залишились залежними від Туреччини). Тоді ж розпочалися австро-турецькі війни, які тривали впродовж XVI—XVIII століть і вплинули на формування австрійської держави. Після смерті Фердинанда І австрійські володіння були розподілені між синами Максиміліаном, Фердінандом та Карлом (Штирія, Каринтія і Крайна). Старший із братів — Максиміліан був обраний імператором Священної Римської імперії (1564–1676). Роки правління наступних Габсбургів — Рудольфа II (1576–1612) та Матвія (1612–1619) були позначені боротьбою зі становими установами Австрії, Чехії та Угорщини, яка завершилась зміцненням монархічної влади. Одночасно велася боротьба проти протестантизму в рамках Контрреформації. На початковому етапі Тридцятилітньої війни імператору Фердинанду II (1619–1637) після розгрому чеського війська в битві на Білій Горі (1620) вдалося остаточно ліквідувати опозицію і встановити необмежену владу Габсбургів у цій провінції.
Наприкінці XVII століття особливо небезпечною для Австрії стала турецька загроза. У 1683 році турки взяли в облогу Відень і лише завдяки допомозі польського короля Яна III Собеського Австрія розгромила османську армію. Наступні перемоги дали можливість Австрії відновити панування в Угорщині (Карловицький конгрес 1698–1699 років).

### Абсолютизм

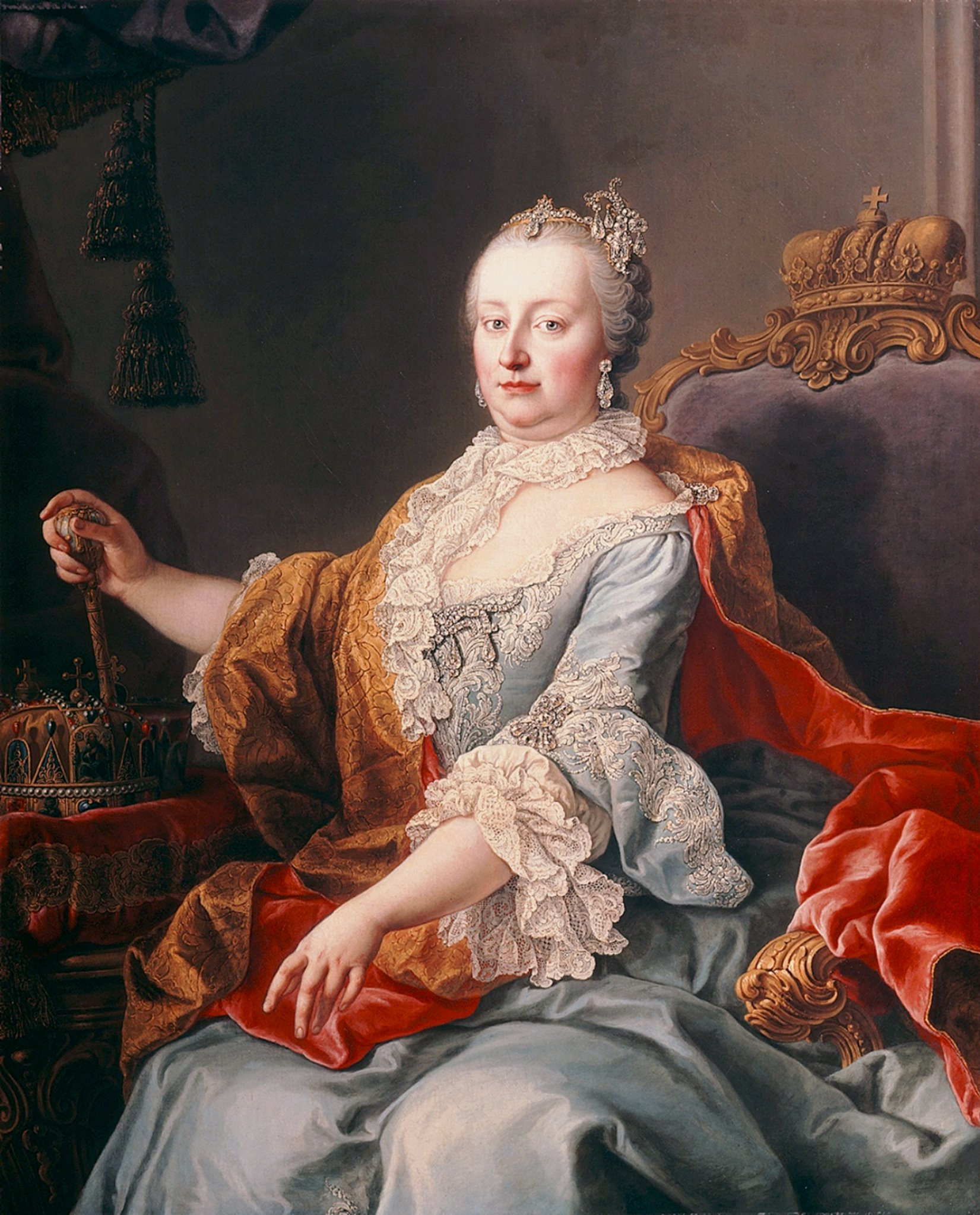
Імператриця Марія-Терезія, картина Мартіна ван Мейтенса (Martin van Meytens), 1759 рік.

Упродовж 1701–1714 років Австрія вела війну проти Франції за так звану іспанську спадщину. За Раштадським мирним договором Австрія в 1714 році одержала Південні Нідерланди, Мілан та Неаполітанське королівство. У 1713 році імператор Карл VI прагматичною санкцією оголосив усі володіння Габсбургів неподільними: за відсутності в імператора нащадків чоловічої статі влада переходила до його старшої дочки — Марії Терезії та її нащадків. Однак після смерті Карла VI (1740) спадкові права Марії Терезії були піддані сумніву, що стало причиною війни за так звану австрійську спадщину. Закінчилась вона укладенням Аахенського миру (1748), за яким визнавалась прагматична санкція. Згодом Австрія втратила одну з провінцій — Сілезію, яка за часів Семилітньої війни (1756–1763) була захоплена Пруссією. У 1772 році Австрія брала участь разом з Пруссією та Росією у першому поділі Речі Посполитої та захопила Галичину. У 1774 році Австрія внаслідок війни з Туреччиною одержала Буковину.
За правління Марії-Терезії та Йосифа II остаточно оформився австрійський абсолютизм. У 1770—1780-х роках в Австрії введено єдиний кримінальний кодекс, уніфіковано судову систему, створено постійну армію. Територію Австрії поділили на 15 округів, управління якими здійснювали урядові комісари. Німецька мова стала офіційною на всій території імперії, посилилася германізація окремих земель держави. Важливе значення мало звільнення селян від кріпацтва та часткове обмеження розміру панщини й заміна її поземельним податком. Однак після смерті Йосипа II майже всі його реформи скасували.

### XIX століття

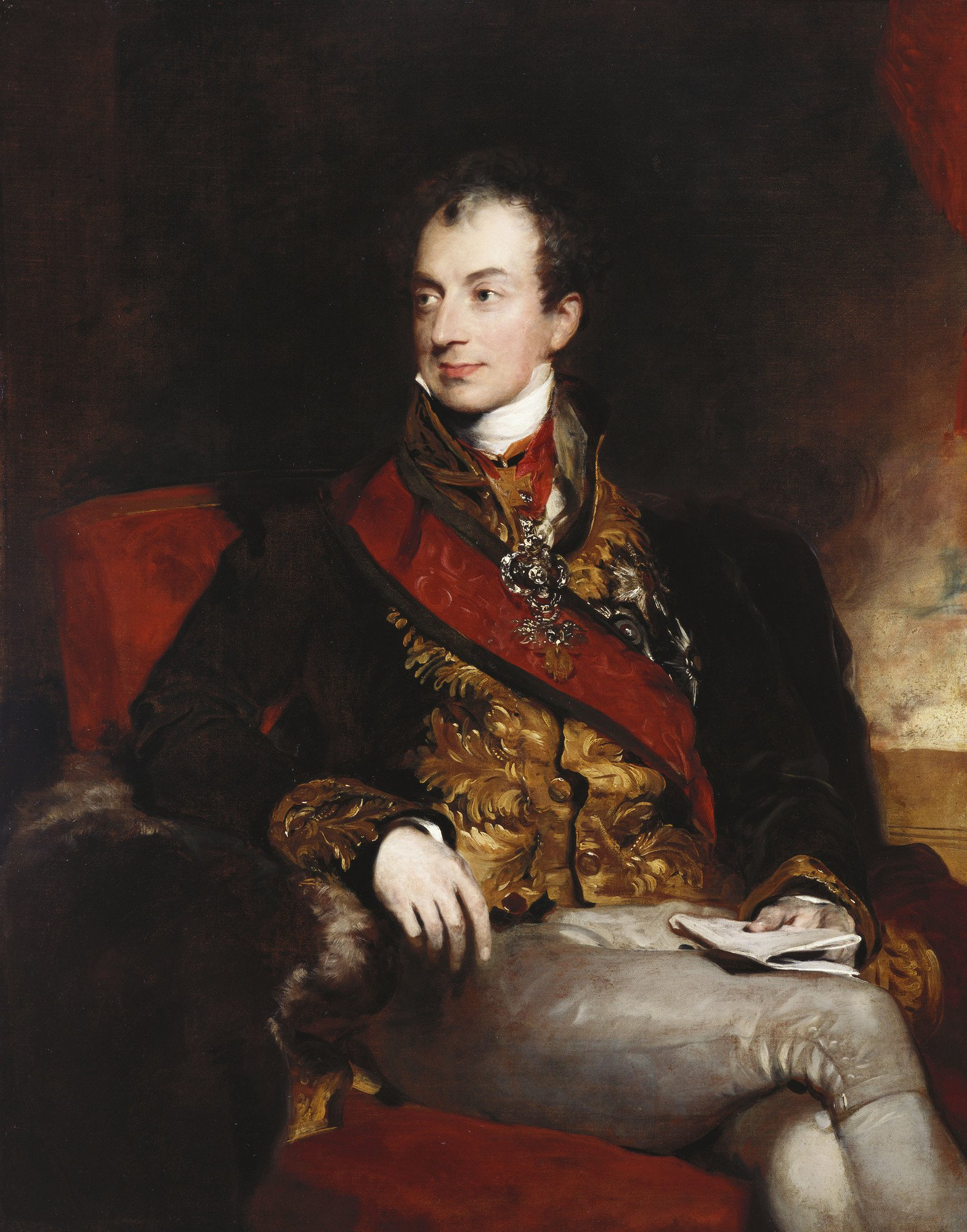
Клемент Венцель фон Меттерніх, картина Томаса Лоуренса, 1820–1825 роки.

Наприкінці XVIII століття Австрія стала ініціатором й активним учасником антифранцузьких коаліцій, вела війни з наполеонівською Францією. Зазнавши поразок, Австрія втратила деякі зі своїх провінцій і була змушена відмовитись від впливу на Німеччину.
З 1804 року Австрія стала імперією, а у 1806 Наполеоном І було ліквідовано Священну Римську імперію. Унаслідок поразки наполеонівської Франції відбулося значне посилення позицій Австрії. Під час Віденського конгресу 1814–1815 років Австрія виступила за реставрацію й збереження феодально-абсолютистського ладу в Європі. Австрія не лише повернула втрачені провінції, а й здобула нові землі — Ломбардію та території колишньої Венеційської республіки, обміняні на Австрійські Нідерланди (Бельгію).
Керівником внутрішньої та зовнішньої політики імперії впродовж першої половини XIX століття був Клемент Меттерніх (1809 — міністр закордонних справ, 1821–1848 — канцлер). Його діяльність була спрямована на підтримку дворянського землеволодіння, збереження старих феодальних податків, встановлення системи всеосяжного поліцейського нагляду й шпигування, розпалювання національної ворожнечі між окремими народами імперії.
Однак у 1848–1849 роках революційні події охопили всі провінції Австрійської імперії та землі, населені українцями: Галичину, Буковину та Закарпаття. Особливо великими були виступи у Відні, Празі, Львові. Велике селянське повстання під керівництвом Лук'яна Кобилиці відбулося на Буковині. Уряд був змушений піти на поступки, найважливішими серед яких були ліквідація панщини, опублікування конституції та скликання парламенту (рейхстагу). Подальше наростання революційних подій (особливо в Угорщині) викликало втручання царської Росії, з допомогою якої австрійському урядові вдалося придушити виступи у всіх регіонах імперії.
Упродовж 1850—1860-х зусилля уряду були спрямовані на досягнення компромісу з правлячими колами окремих частин імперії, що привело до утворення в 1867 році Австро-Угорщини. Це зумовили і зовнішньополітичні невдачі Австрії: загострення відносин з Російською імперією під час Кримської війни 1853–1856 років, поразки у війнах з Сардинським королівством і Францією у 1859, з Пруссією та Італією у 1866 році.

### Перша світова війна
У другій половині XIX — на початку ХХ століття у зовнішній політиці Австрії домінували намагання укласти союз з Німеччиною, спрямований проти Росії та Франції. Австро-німецький договір було укладено 1879 року, згодом до нього приєдналася також Італія (1882), чим було завершене створення Троїстого Союзу. Цей блок відіграв важливу роль у розв'язанні Першої світової війни, під час якої Австрія в союзі з Німеччиною, Болгарією та Туреччиною воювала проти Антанти. Невдалі воєнні дії, посилення економічної та політичної кризи восени 1918 року призвели до розпаду Австро-Угорщини.

### Перша республіка (1918—1938)

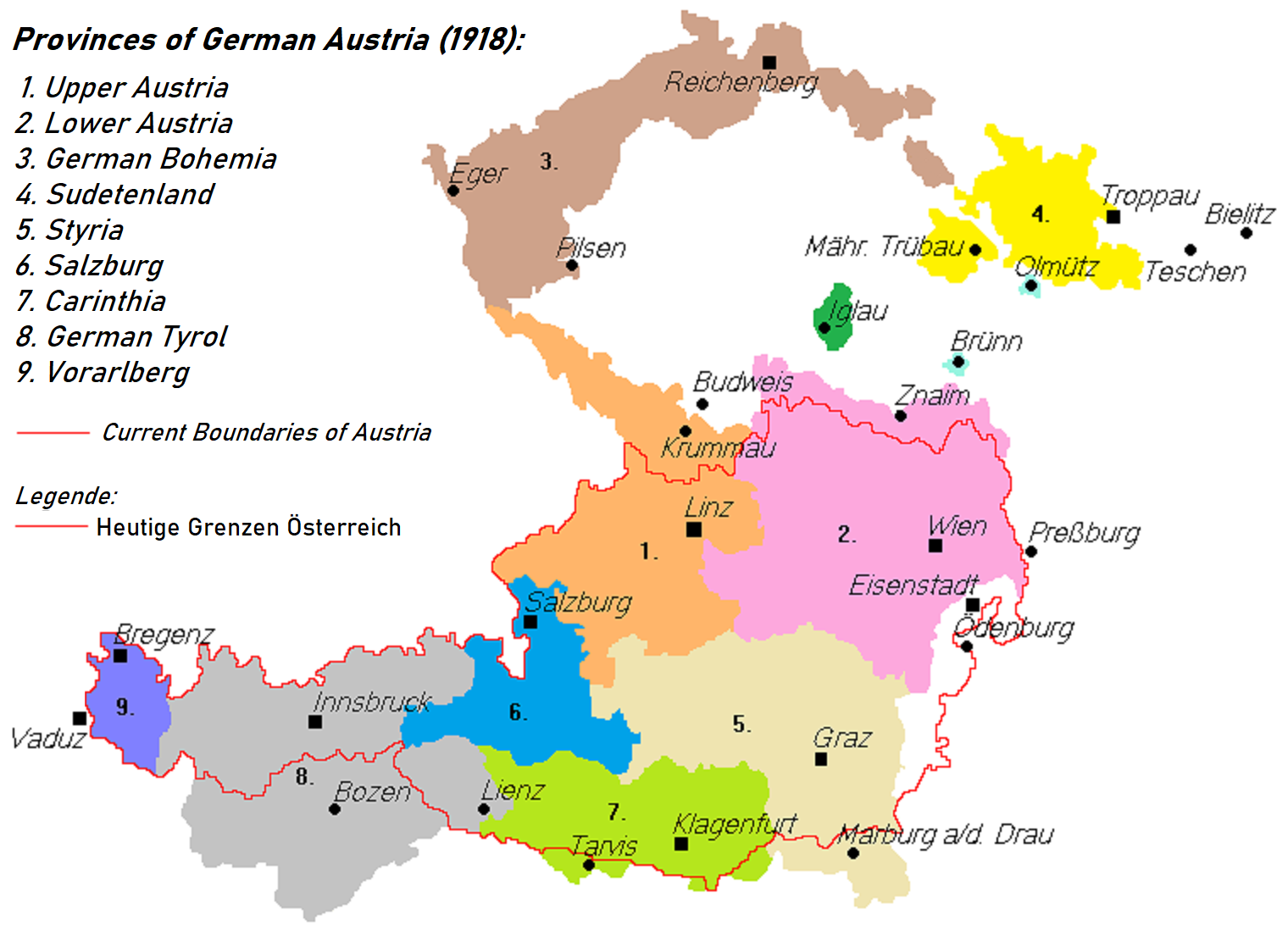
Провінції Німецької Австрії та кордон Першої Австрійської Республіки (позначено червоним).

30 жовтня 1918 року у Відні Тимчасові національні збори, до яких увійшли всі депутати від австрійських земель в колишньому парламенті Австро-Угорщини, конституювали Державну раду — виконавчий орган з представників різних партій. 12 листопада 1918 року Австрія була проголошена республікою. Був сформований уряд християнсько-соціальної партії на чолі із Зейпелем. Створені воєнізовані осередки народного гаймверу. 10 вересня 1920 року була прийнята конституція Австрійської республіки (набула чинності з 1 жовтня), згідно з якою країна стала федеративною «союзною державою» з правами широкої автономії. Глава держави — президент — користувався обмеженими повноваженнями. Парламент складався з двох палат:
- Національна рада (обиралася на підставі загального голосування на 4 роки);
- Федеральна рада (складалася з представників земельних ландтагів).

Сен-Жерменський мирний договір, підписаний у 1919 році, фактично поставив Австрію під контроль країн Антанти.
На початку 1920-х років Австрія знаходилася в стані економічної і фінансової кризи, що дедалі більше загострювалася. Намагаючись послабити кризові явища, уряд Австрії в 1922 році пішов на укладення Женевських протоколів з Великою Британією, Францією, Італією й Чехословаччиною про відтермінування виплати репарацій та надання позики на суму 650 млн золотих крон. Одночасно над Австрією було встановлено контроль генерального комісара, призначеного Лігою Націй (1922–1926). Ці заходи сприяли стабілізації політичного та економічного становища держави.
У 1923 році соціал-демократи створили шуцбунд — воєнізовану організацію робітників. У липні 1927 року у Відні відбувалися жорстокі барикадні бої робітників з поліцією і гаймверівцями, що закінчились поразкою. У період першої світової економічної кризи 1929–1933 років, що мала важкі наслідки для Австрії, у політичному житті держави відбулися суттєві зміни. У 1929 році були внесені поправки до конституції.
У 1932 році до влади прийшов уряд Енгельберта Дольфуса, який відкрито спирався на гаймвер, насаджував фашистські методи правління, заборонив компартію й дотримувався курсу на зближення з фашистською Італією. 1933 року було розпущено парламент, скасовано свободу друку й зборів, обмежено діяльність політичних партій. У 1933–1934 роках Австрія стала ареною запеклих соціальних заворушень. У лютому 1934 року впродовж 5 днів тривала кривава боротьба віденських робітників проти гаймверівців й урядового війська. Перевага урядових сил привела до поразки повстання. Посилилася небезпека «аншлюсу».

## Українська еміграція в Австрії 1918–39 рр.
З імперської доби в Австрії, головно у Відні, залишилися проживати українці: робітники, службовці державних установ, студенти, колиш. парламентарії. Наприкінці 10 — у 1-й пол. 11.1918 р. в австрійській столиці діяли Віденська делегація УНРади, Укр. військ. рада та Збірна станиця української армії. 1918–20 у Відні діяли посольства: УД (посол В. Липинський), УНР (посли В. Липинський, Г. Сидоренко) та ЗУНР (посли М. Василько, В. Сінгалевич). При посольствах були утворені Укр. пресова агенція (УНР) та Західно-Українська пресова агентура (ЗУНР). Відень став ключовим центром української політичної еміграції. Тут діяли українські урядові інституції: представництво Директорії (А. Макаренко і Ф. Швець) (1920),
Закордонні групи УНРади та уряд Диктатора ЗУНР Є. Петрушевича (1919–23). На еміграції в Австрії було організовано закордонні групи українських політичних партій: галицьких та буковинських (УНДП, УРП, Укр. селянсько-радикальна партія, УСДП, ХСП) та наддніпрянських (Українська партія соціалістів-самостійників, УПСР, УСДРП, УНП). 1920 у Відні створено Український союз хліборобів-державників, Буковинський політичний клуб. Українськими партіями сформовані міжпарт. орг-ції всеукр. х-ру: Укр. нац.- держ. союз (1920), Ліґа відбудови України (1920), Всеукр. нац. рада (1921), УНС (1922), К-т оборони зх. укр. земель (1923). 21.02.1922 у Відні відбувся Конгрес укр. парламентаріїв. Укр. емігранти з Галичини утворили Зх.-укр. т-во Ліги Націй (1922–25). 1919–21 в Австрії діяла Місія УЧХ. Генерал-лікар Я. Окуневський представляв Україну в Центральному бюро для б-би з епідеміями в Сх. Європі. У Відні продовжили свою діяльність: студент. т-во «Січ», громад. орг-ції «Єдність» та «Родина». 20.07.1919 засновано Укр. наук. т-во у Відні. 1920 ств. професійні орг-ції: Загально-укр. т-во економістів, Союз укр. журналістів і письменників, Гурток укр. старшин, Укр. жін. союз. 17.01.1921 у австр. столиці засновано УВУ, який восени того ж року переміщено до Праги. Укр. студентів у А. матеріально підтримувало Т-во прихильників освіти.
У Відні 1918–30 друкувалася укр. преса: «Борітеся–Поборете!» (1920–22), «Боротьба» (1920). «Бюлетень Місії УССР» (1922–23), «Бюлетень Українського Пресового Бюра» (1924–25), «Бюлетень Української Секції Заграничних Кореспондентів у Відні» (1926), "Визволення (1923), "Віденський Альманах «Української Мистецької Накладні» (1921–22), «Відродження України» (1918), «Вісти Українського Національного Союза» (1922), «Вістник Політики, Літератури й Життя» (1914–18), «Воля» (1919–21), «Воля України» (1921), «Єретик» (1925), «Книга» (1921), «Молоде Життя» (1921), «На переломі» (1920), «Наш Стяг» (1921), «Нова Громада» (1923–25), «Нова Доба» (1920–21), «Новий Шлях» (1924–26), «Об'єднання» (1924), «Праця» (1918), «Пресові Вісти» (1928–30), «Сміх» (1920), «Соборна Україна» (1921–22), «Україна» (1921–22), «Український Прапор» (1919–23), «Український Скиталець» (1920–23), «Український Союз Хліборобів Державників» (1920), «Український Філятеліст» (1925–39), «Хліборобська Україна» (1920–25), «Чорногора» (1921), «Ukrainische Korrespondenz» (1925). У 1919–21 у Відні друкувалися укр. геогр. карти поштові марки; у 1920-х працювали книжкові вид-ва: «Вернигора», "Видавництво Українського Союзу «Хліборобів-Державників», «Земля», «Українська Мистецька Накладня», «Український Соціольоґічний Інститут»; відкрито 2 книгарні.
Духовне життя українців греко-католиків гуртувалося навколо церкви Св. Варвари, православні були парохіянами Сербської церкви. 1919 у Австрії відбулися гастролі українського хору під кервом О. Кошиця. На початку 1920-х концертну діяльність проводили піаністи В. Божейко, Л. Колеса, Н. Нижанківський, віолончеліст Б. Бережницький; укр. п'єси ставив аматорський театр. За громад. життям та політ. активністю укр. еміграції в А. слідкували розвідки Польщі, Франції та більшовицької Росії. Влада А. не перешкоджала політ. діяльності укр. еміграції. Після рішення Ради амбасадорів 14.03.1923 про передачу Сх. Галичини Польщі поліція заборонила послові В. Сінгалевичу займатися політ. діяльністю в Австрії, а Є. Петрушевичу було відмовлено в продовженні австр. візи. Спеціальна Ліквідаційна комісія (голова — К. Левицький) припинила діяльність Колегії уповноважених Диктатора. Восени 1923 перестала існувати ЗГ УНРади. Австрія передбачила виплати пенсій колишнім урядовцям Австро-Угорщини, але в разі, коли вони не отримали австр. громадянства, ці виплати були мінімальними і, в умовах інфляції, не могли забезпечувати умов для існування службовців та їх родин. 1923–25 діячі політ. еміграції ЗУНР шляхом перемовин з урядом Польщі зуміли повернутися до Галичини. Політ. емігранти з Наддніпрянщини переїхали до ЧСР та Польщі. Окремі діячі (М. Грушевський, С. Вітик, М. Лозинський та ін.) — до радянської України («зміновіхівщина»). У результаті А. та, зокр., Відень втратили своє значення для укр. руху — тут у 2-й пол. 1920—1930-х мешкало не більше 3000 українців (переважно колиш. військові, пенсіонери, робітники й студенти), майже всі — в столиці. Активісти укр. спільноти діяли в т-вах: Братство св. Варвари, «Громада», «Родина», «Січ» та Український клуб.

### Аншлюс та Друга світова війна

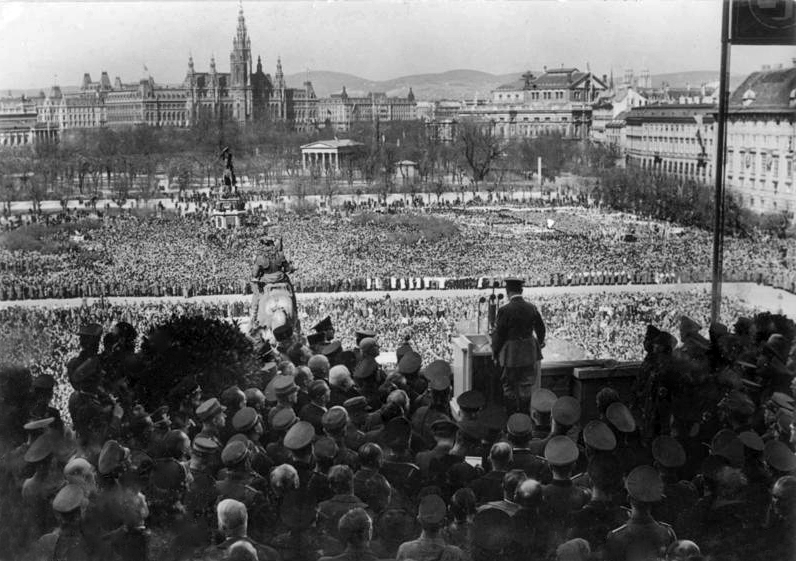
Промова Адольфа Гітлера з балкона палацу Гофбург, на площі Гельденплац у Відні, 15 березня 1938 року.

Союзницькі зони окупації Австрії у 1945–1955 роках.

Дедалі більший вплив на Австрію чинили сусідні Німеччина та Італія, де встановлювались фашистські режими. Особливо активними були прихильники «аншлюсу» — входження Австрії до складу Німеччини, які в 1934 році вчинили невдалий путч, під час якого загинув канцлер Е. Дольфус. Гітлер готувався ввести німецькі війська до Австрії, проте Італія виступила проти цього, і Гітлер тимчасово відмовився від свого наміру. У 1936 році уряд католицького діяча канцлера Шушніга уклав з Німеччиною угоду, що перетворювала Австрію на сателіта останньої. В ніч з 11 на 12 березня 1938 року німецькі війська окупували Австрію, і було оголошено про «аншлюс» обох держав.
У Другій світовій війні Австрія брала участь як складова частина Третього Райху. У березні-квітні 1945 року територію Австрії визволили війська антигітлерівської коаліції й поділили на чотири зони окупації: американську, англійську, радянську та французьку. Столиця держави — Відень — також була поділена на 4 сектори. Верховна влада належала Союзній раді з чотирьох військових комісарів, що представляли окупаційні держави. Прийнято «Декларацію про Австрію». Оголошено аншлюс її гітлерівською Німеччиною «неіснуючим і недійсним». Сторони домовилися, що союзники забезпечать «відновлення вільної та незалежної Австрії». Разом з тим зазначено, що вона несе відповідальність за участь у війні на боці Німеччини.

### Післявоєнна Австрія

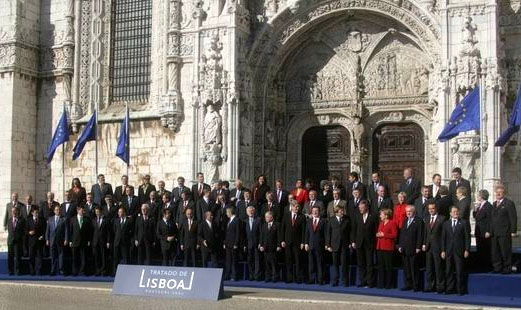
Лісабонська угода

27 квітня 1945 року було утворено тимчасовий уряд, який очолив відомий політичний діяч Карл Реннер (у грудні 1945 року його було обрано президентом (1945–1950) Австрійської республіки). Затверджена конституція. У 1948 році Австрія прийняла план Маршалла. У країні було проведено реформи, спрямовані на перетворення Австрії на незалежну демократичну державу, здійснено демілітаризацію й денацифікацію.
15 травня 1955 року у Відні представники СРСР, США, Великої Британії та Франції уклали Державну угоду про відновлення незалежної й демократичної Австрії. 25 жовтня 1955 року після виведення окупаційних військ парламент Австрії прийняв закон про її постійний нейтралітет. Австрія зобов'язувалась не вступати в жодні військові союзи, не допускати створення військових баз на своїй території. Нейтралітет Австрії визнали більшість країн світу. У грудні 1955 року Австрія прийнята до ООН.
Після краху комунізму у Східній Європі та розпаду військового блоку Варшавського договору, Австрія зіткнулася з проблемою незаконної трудової міграції як безпосередньо до країни, так і транзитної до Західної Європи. У зв'язку з чим у 1990 році ввела обмеження на трудову міграцію, попри власну недостатність робочої сили. На тлі цих змін підсилилися політичні позиції ультраправих партій, і значною подією став прихід до парламенту Австрійської Партії Свободи в 1999 році під проводом Йорга Гайдера.
Після референдуму 1994 року, на якому згода населення досягла більшості у дві третини, країна стала членом Європейського Союзу 1 січня 1995 року.

## Адміністративний устрій
Адміністративний поділ — 9 федеральних земель (нім. Bundesland):
1. Бургенланд (нім. Burgenland)
2. Каринтія (нім. Kärnten)
3. Нижня Австрія (нім. Niederösterreich)
4. Верхня Австрія (нім. Oberösterreich)
5. Зальцбург (нім. Salzburg)
6. Штирія (нім. Steiermark)
7. Тіроль (нім. Tirol)
8. Форарльберг (нім. Vorarlberg)
9. місто Відень (нім. Stadt Wien)

Федеральні землі поділяються на округи (нім. Bezirk), округи — на громади (нім. Ortsgemeinde).

## Політичний устрій

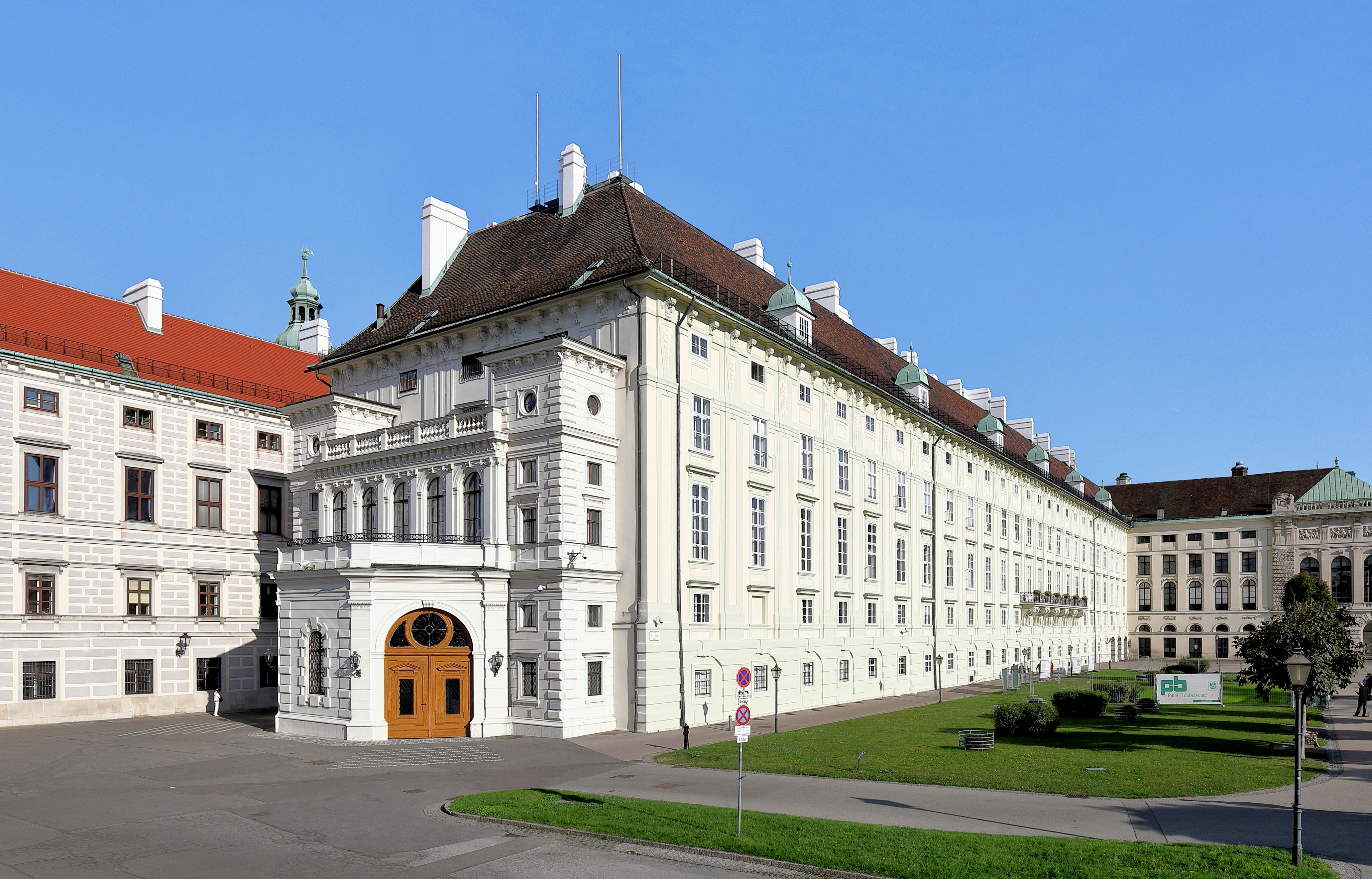
Резиденція федерального президента у палаці Гофбург

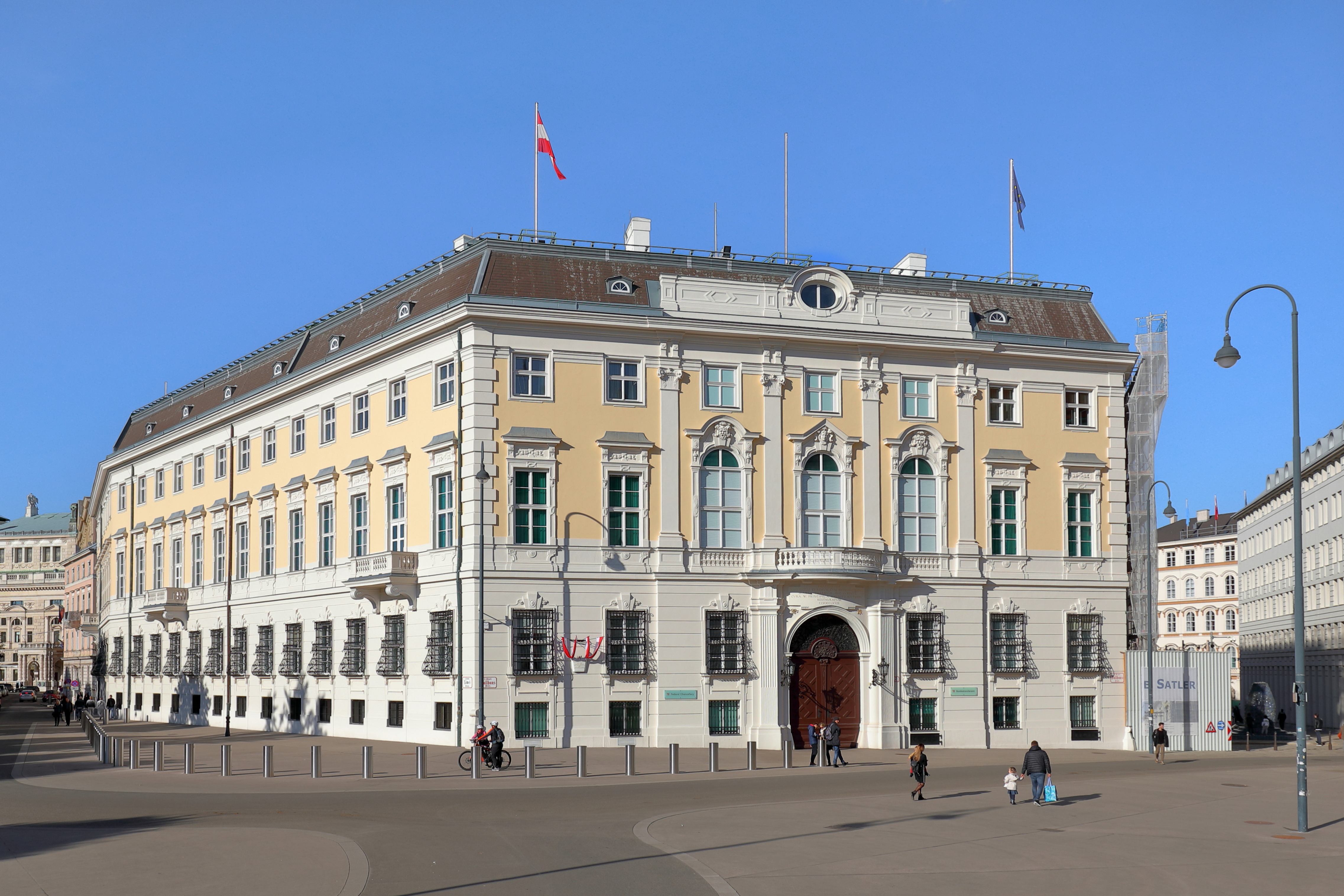
Резиденція бундесканцлера

Австрія — федеративна республіка. Глава держави — федеральний президент (обирається прямим голосуванням виборців на 6 років). Глава федерального уряду — бундесканцлер — Карл Негаммер. Уряду підпорядковується поліція, армія та всі федеральні відомства.

### Парламент

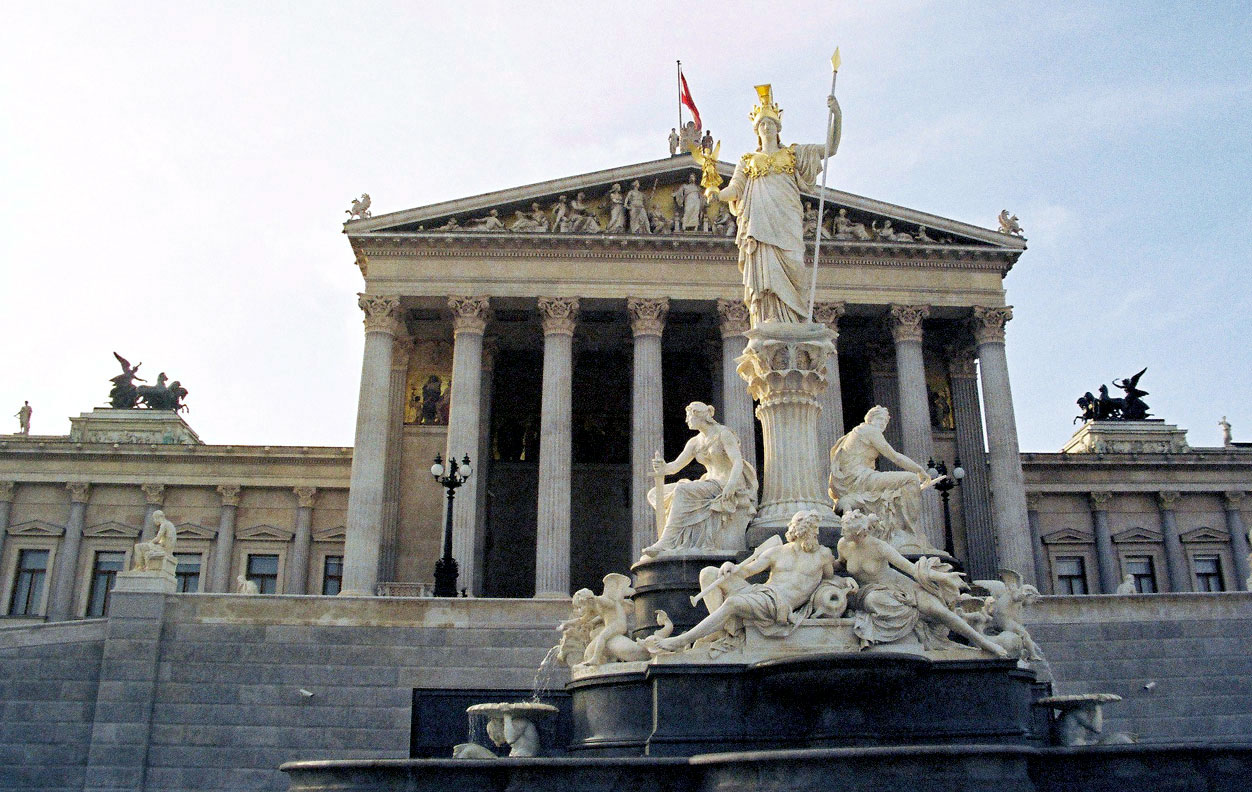
Будівля парламенту країни

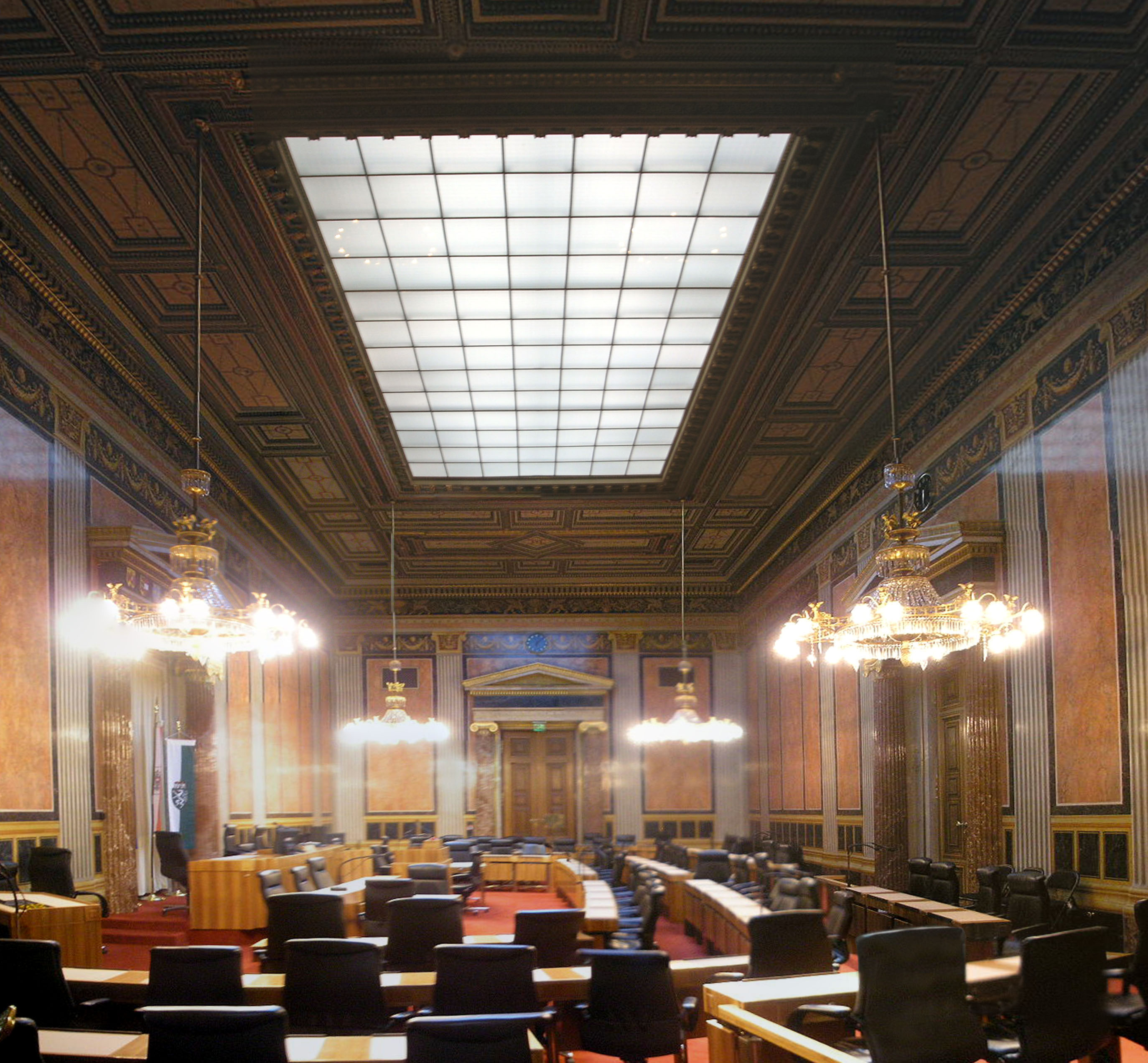
Зал засідань Бундесрату

Парламент, Федеральні збори Австрії, складається з двох палат: Федеральної ради Бундесрат (62 члени обираються ландтагами земель, від 3 до 12 депутатів на 4 або 6 років) і Національних зборів (Національрат, 183 депутати обираються прямими виборами на 4 роки). Закони приймаються Національратом, після чого затверджуються Бундесратом, проте цього не потребують закони з цілого ряду питань. Кожна з земель має свою власну конституцію та ландтаг (парламент).
Склад Бундесрату (нім. Bundesrat) після виборів 2005 року:
- Австрійська народна партія (нім. Österreichische Volkspartei) — 26 депутатів;
- Соціал-демократична партія Австрії (нім. Sozialdemokratische Partei Österreichs) — 29;
- Австрійська партія свободи (нім. Freiheitliche Partei Österreichs) — 3 (за результатами виборів; у квітні 2005 року розкололася — Спілка за майбутнє Австрії (нім. Bündnis Zukunft Österreich));
- «Зелені» (нім. Die Grünen — Die Grüne Alternative (Grüne)) — 4.

Склад Національрату (нім. Nationalrat) після дострокових виборів 28 вересня 2008 року:
- Соціал-демократична партія Австрії (лідер — Вернер Файман) — 57 депутатів;
- Австрійська народна партія (лідер — Вільгельм Мольтерер) — 51;
- Австрійська партія свободи (лідер — Гайнц-Крістіан Штрахе) — 34;
- Альянс за майбутнє Австрії (лідер — Йорг Гайдер, після смерті останнього обов'язки виконує Герберт Шайбнер) — 21;
- «Зелені» (лідер — Александер ван дер Беллен) — 20.

#### Партії
У Австрії зареєстровано понад 700 різних партій, проте лише чотири течії представлені в парламенті.
- Австрійська народна партія заснована в 1945 році на базі католицької християнсько-соціальної партії, займала керівне положення в післявоєнному політичному житті країни. У 1958 році налічувала 650 тис. членів.
- Соціал-демократична партія Австрії заснована в 1945 році на базі соціал-демократичної партії й організації «революційних соціалістів», що відкололася від СДПА в роки «аншлюсу». До 1991 року називалась просто — Соціалістична партія Австрії. У 1957 році налічувала 700 тис. членів під проводом лідера — Б. Піттермана.
- Австрійська Партія Свободи — націонал-консервативна партія, заснована у 1956 році на базі Союзу незалежних, створеного у 1949 році з колишніх австрофашистів. Виступає проти нейтралітету Австрії. Лідер-засновник — колишній нацист Рейнталлер.
- Австрійська партія зелених утворена в 1986 році на хвилі екологічних проблем у Європі як Зелена альтернатива (нім. Grüne Alternative). Шляхом злиття консервативної нім. Vereinte Grüne Österreichs (заснована в 1982 році) й прогресивнішої партії нім. Alternative Liste Österreichs (заснована в 1983 році). У 1995 році отримала сучасну назву.
- Комуністична партія Австрії (нім. Kommunistische Partei Österreichs) була заснована у 1918 році. У 1958 році під головуванням Й. Копленіга та секретаря ЦК КПА — Фр. Фюрнберга, налічувала близько 80 тис. членів. До парламенту проходила лише у період 1945–1959 років. З 1970 року не була представлена в ландтагах земель. У 2005 році пройшла до ландтагу Штирії.

Професійні спілки в Австрії виникли ще в 60-х роках XIX століття. У 1945 році утворилось Об'єднання австрійських профспілок, яке налічувало наприкінці 50-х близько 1,4 млн членів. Основні керівні посади обіймали лідери правих соціалістів.

### Судова влада
Усі судді призначаються Міністерством юстиції. Існують місцеві, земельні та окружні суди, 4 апеляційних, Верховний суд та Конституційний (найстаріший у світі, діє з 1920 року).

### Міжнародні відносини

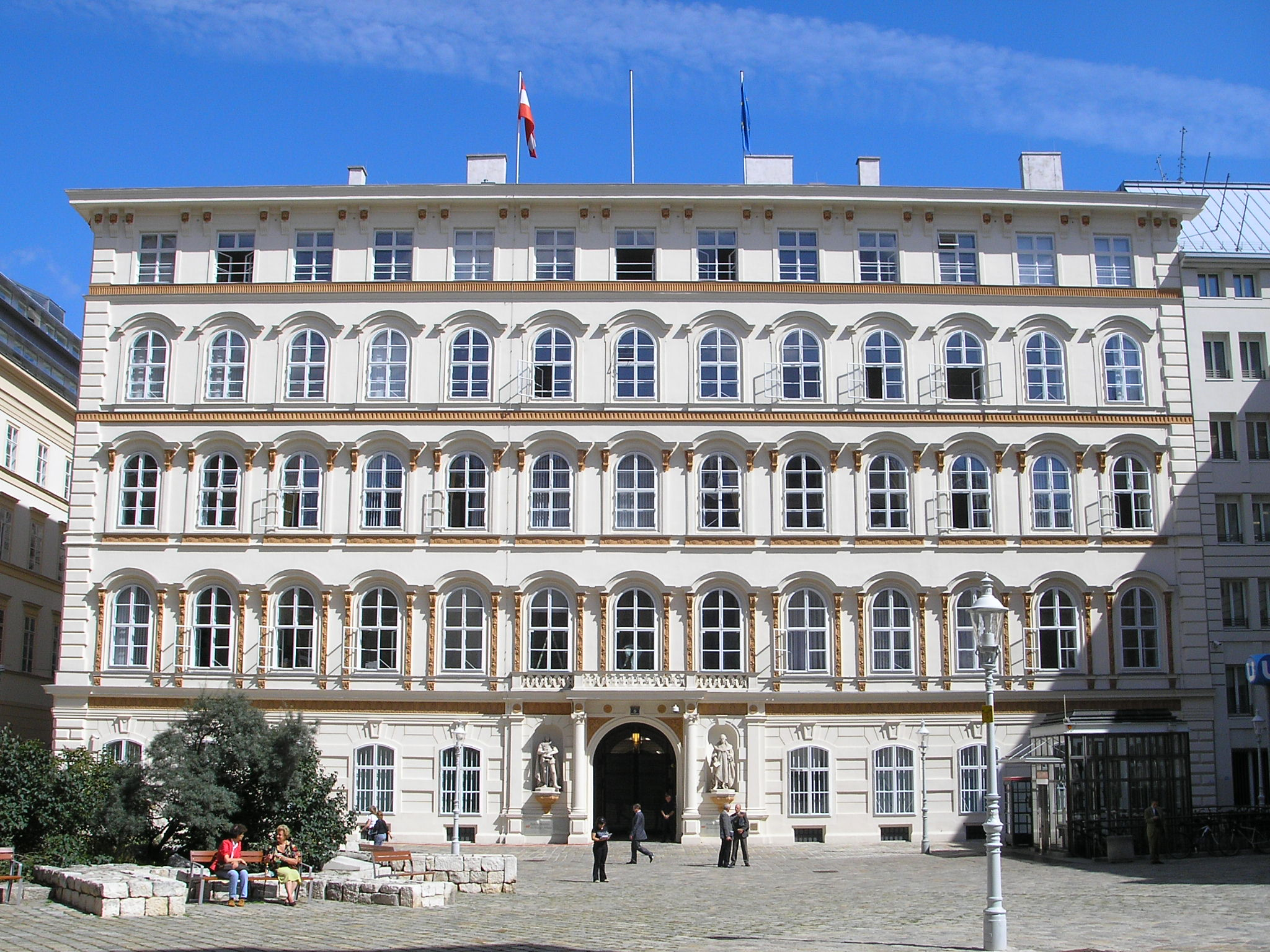
Будівля Міністерства закордонних справ Австрії у Відні.

Членство у міжнародних організаціях: ООН, СОТ, МБРР, ОБСЄ, ЄС, МВФ, ОЕСР, РЄ, ЄКА, ЄМС, МФЧХіЧП та інші.

#### Відносини з Україною
Консульські відносини з Україною встановлено 26 вересня 1991 року.

### Державна символіка
Державний прапор складається з двох червоних і центральної білої горизонтальних смуг.
Державний герб зображений у вигляді орла у вільному польоті, на голові якого золота башта міської стіни з трьома зубцями. У правій лапі орла — золотий серп, у лівій — золотий молот. Прийнятий у 1945 році.
Державний гімн «Краю наш, потоки й гори» (нім. Land der Berge, Land am Strome) офіційно прийнятий у 1947 році. Музика — адаптована «Масонська кантата» (нім. Freimaurerkantate) К.623 Моцарта. Слова Паули фон Прерадович.

### Національні свята
Національне свято Австрійської Республіки — 26 жовтня — День ухвалення австрійським парламентом Закону про постійний нейтралітет (1955). Відзначається з 1965 року.

### Збройні сили
Збройні сили Австрії, або австрійський Бундесгер (нім. Österreichs Bundesheer), призначені для захисту свободи, незалежності та територіальної цілісності країни. Складаються з сухопутних та повітряних військ (15 бойових літаків Eurofighter EF 2000, тренувальні та 3 транспортні літаки C-130K Hercules).

## Населення

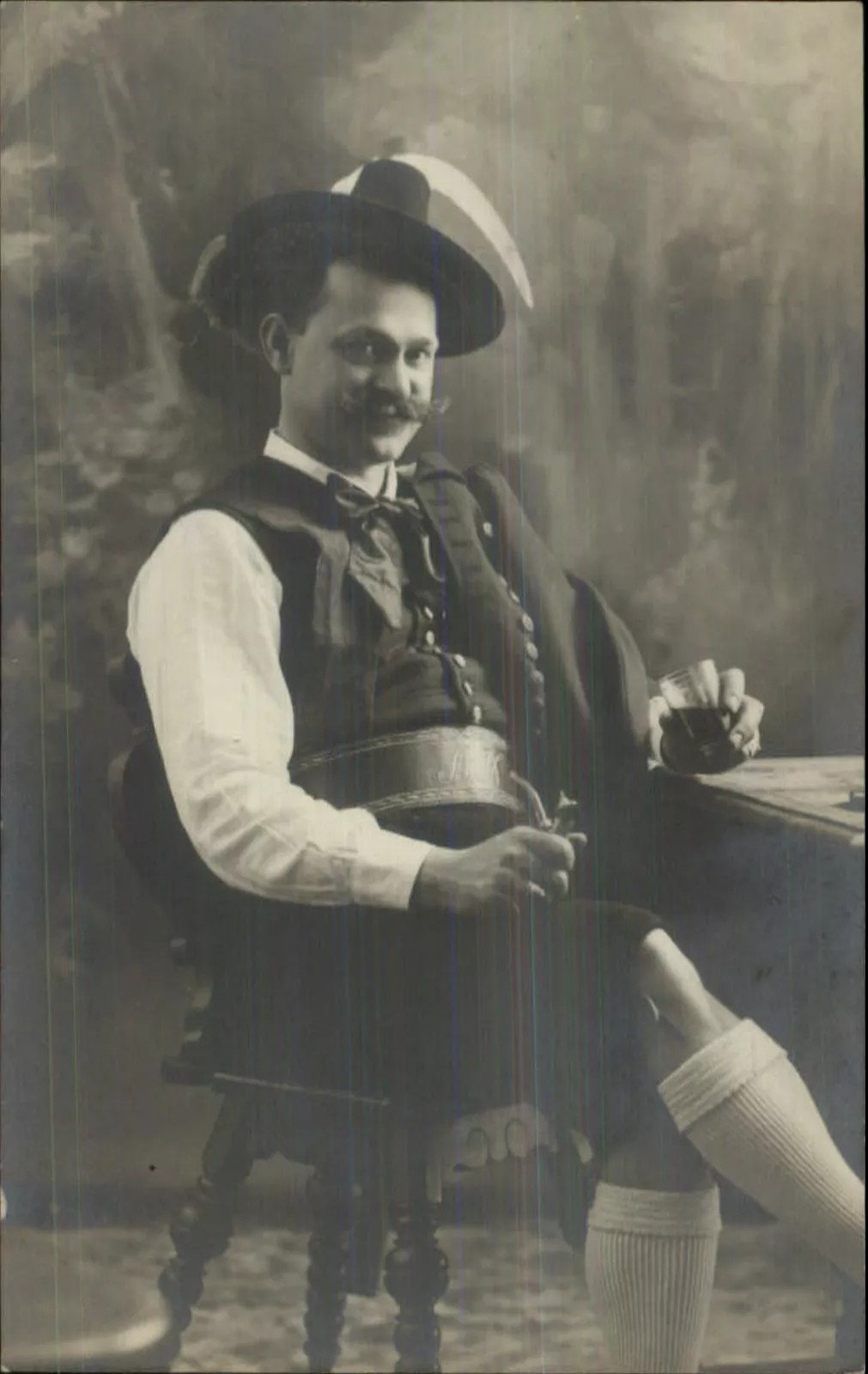
Австрієць у національному костюмі, поч. ХХ ст.

Близько 97 % населення Австрії — австрійці. В прикордонних районах країни живуть хорвати, словенці, угорці. Державна й літературна мова — німецька.
Більшість вірян (близько 90 %) — католики. Існують громади протестантів.
З самодіяльного населення більшість залучено у сфері торгівлі та обслуговування, а також промисловості й будівництві, у сільському й лісовому господарстві. Найгустіше заселені північні та східні райони Австрії, долина Дунаю (до 95 чол. на 1 км²), рідше — західні високогірні райони (Тіроль — 34 чол./км).
Столиця — Відень (нім. Wien) — 1,67 млн мешканців. Інші великі міста: Грац (223 тис. мешканців), Лінц (185,8 тис.), Зальцбург (145,2 тис.), Інсбрук (119,25 тис.), Клагенфурт (90,1 тис.). У містах з населенням понад 2 тис. мешканців проживає близько 3/4 населення країни.

## Економіка

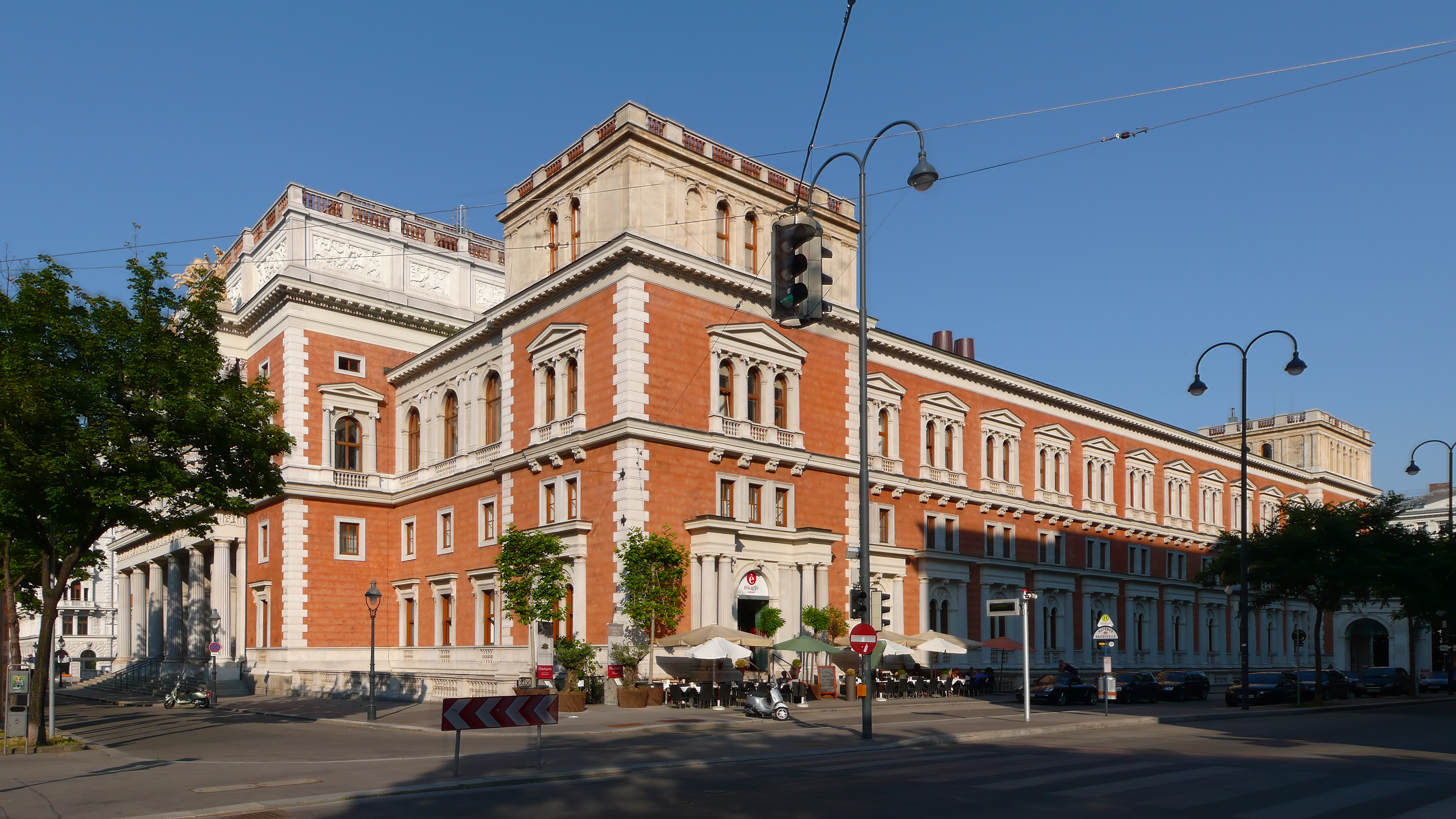
Віденська фондова біржа

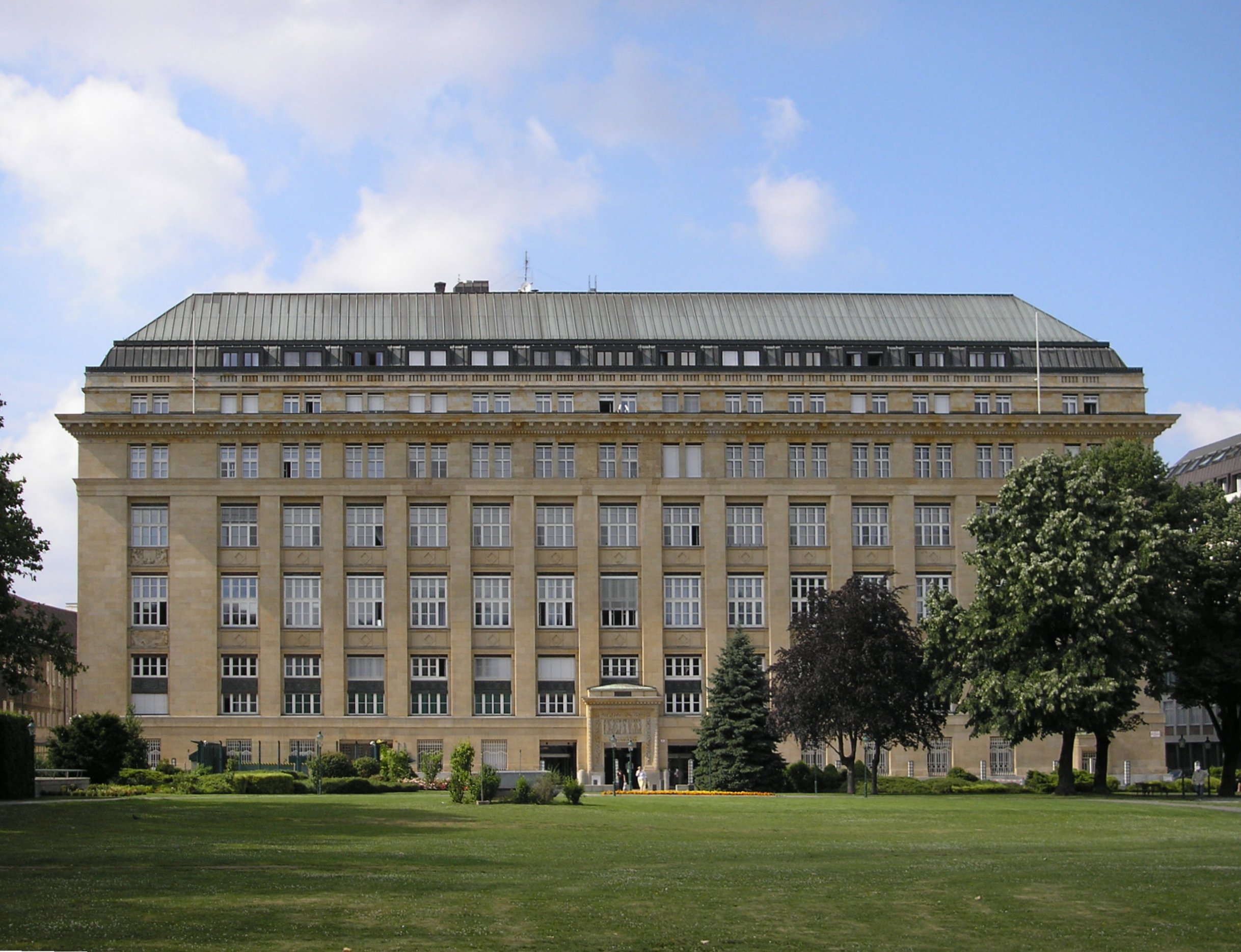
Національний банк Австрії Österreichische Nationalbank.

Австрія — одна з найрозвиненіших держав Європи. На межі ХХ—XXI століть за рівнем прибутків на душу населення посідає 9-е місце у світі (15-е місце серед капіталістичних країн у 1958 році). ВВП становить $249,3 млрд доларів. Темп зростання ВВП — 3,3 %. ВВП на душу населення — $30 869. Прямі закордонні інвестиції — $3,1 млрд.
Австрія — високоіндустріальна країна, хоч більшість населення працює у сфері роздрібної торгівлі[джерело?] (супермаркети Білла нім. Billa), банківського обслуговування (Національний банк Австрії (нім. Österreichische Nationalbank), Bawag P.S.K., Erste Bank, Raiffeisen Zentralbank), охорони здоров'я, освіти і туризму.

### Туризм

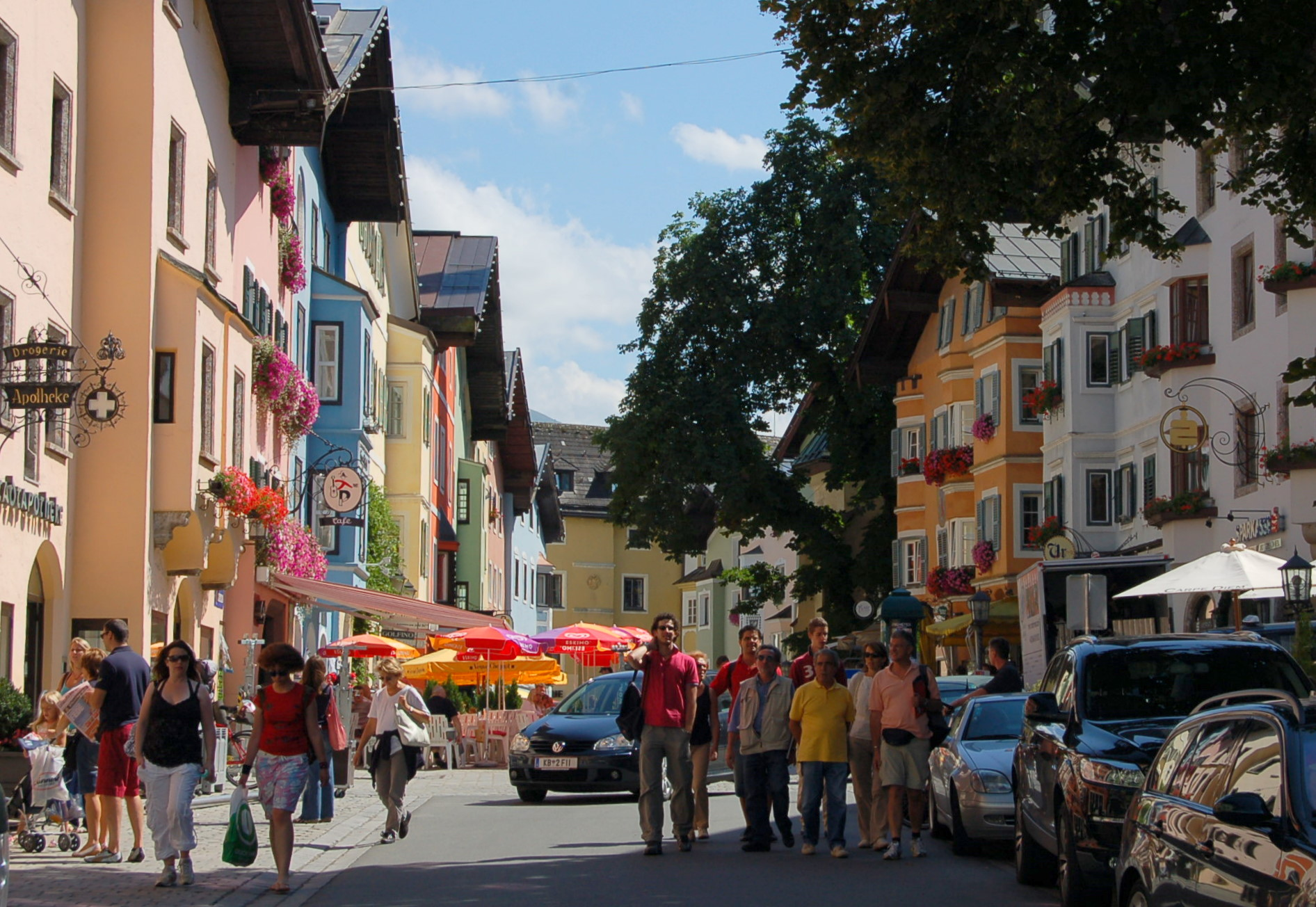
Найпопулярніший гірськолижний курорт Австрії — Кіцбюель.

Завдяки Альпам із засніженими схилами, розвиненій інфраструктурі та своєму географічному положенню на перехресті магістралей, що з'єднують південь і північ Європи, країна приваблює велику кількість транзитних туристів, основна частина яких прямує на середземноморське узбережжя, одноденних туристів. Австрія — провідний туристський центр зимових видів спорту. Гірськолижні курорти — одна з найприбутковіших галузей в економіці (понад 170 млрд шилінгів на рік). Міжнародний туризм найрозвинутіший у західній, гірській частині країни. Більшість мандрівників (80 % туристів) їде з Німеччини, Нідерландів, Великої Британії. Багато туристів з Італії, Швейцарії, Франції, США, Бельгії, Швеції, Східної Європи.

### Промисловість
Основні галузі промисловості:

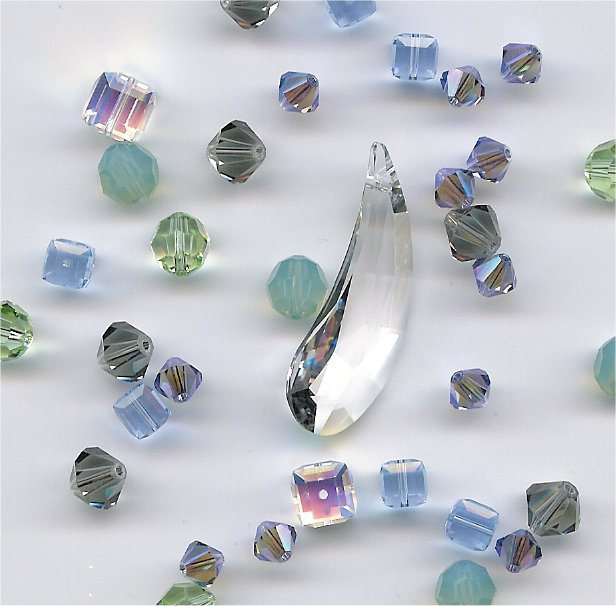
Кристали Сваровскі зі штучного кришталю.

- машинобудування (транспортне, сільськогосподарське, електротехнічне) — найважливіші центри: Відень, Штайр, Лінц, Грац;
- металургія та виробництво алюмінію — найважливіші центри: Лінц, Донавіц, Капфенберг (У 1958 році було виплавлено 1,8 млн тонн чавуну та 2,4 млн тонн сталі.);
- харчова промисловість;
- текстильна промисловість — зосереджена у Відні, Форарльбергу і Нижній Австрії, базується на імпортній сировині;
- хімічна промисловість (азотні добрива, сульфатна кислота, штучне волокно та інші хімічні продукти) — Відень, Нижня та Верхня Австрія;
- електротехнічна промисловість — компанії нім. AKG Acoustics, нім. Zumtobel Lighting Group;
- лісова промисловість — лісові райони Штирії і Верхньої Австрії, важлива експортна галузь;
- гірнича промисловість — найбільше значення має видобуток залізної руди (3,4 млн тонн, 1958 рік) і магнезиту (1,2 млн тонн, 1957 рік);
- виробництво стрілецької зброї — компанії Глок (нім. Glock), Steyr Mannlicher;
- виробництво штучних кришталевих кристалів — Swarovski.

Понад 30 % промислової продукції створюється в державному секторі (металургійні, гірничодобувні галузі, енергетика). Найбільший зарубіжний інвестор — Німеччина (близько 30 % інвестицій).
Була проведена в 1946–1947 роках часткова націоналізація деяких галузей промисловості й окремих підприємств, головним чином колишніх німецьких. У 1957 році уряд почав продавати ряд державних промислових підприємств американо-англійському капіталові.
Див. також: Корисні копалини Австрії, Гірнича промисловість Австрії, Історія освоєння мінеральних ресурсів Австрії.

### Енергетика
Потенційні гідроенергетичні ресурси гірських річок оцінюються в 17 млн кВт. Питома вага гідроенергії в енергетичному балансі становить близько 65,92 %. Виробництво електроенергії — 59,31 млрд кВт•годин (2007 рік), споживання — 62,35 млрд кВт•годин (2006 рік). Ще донедавна основним джерелом енергії в енергетичному балансі країни було вугілля. У 1958 році було видобуто 6,5 млн тонн бурого вугілля. Кам'яне вугілля довозилось. У східних районах країни видобувалась нафта (2,9 млн тонн у 1958 році).

### Агропромислове виробництво

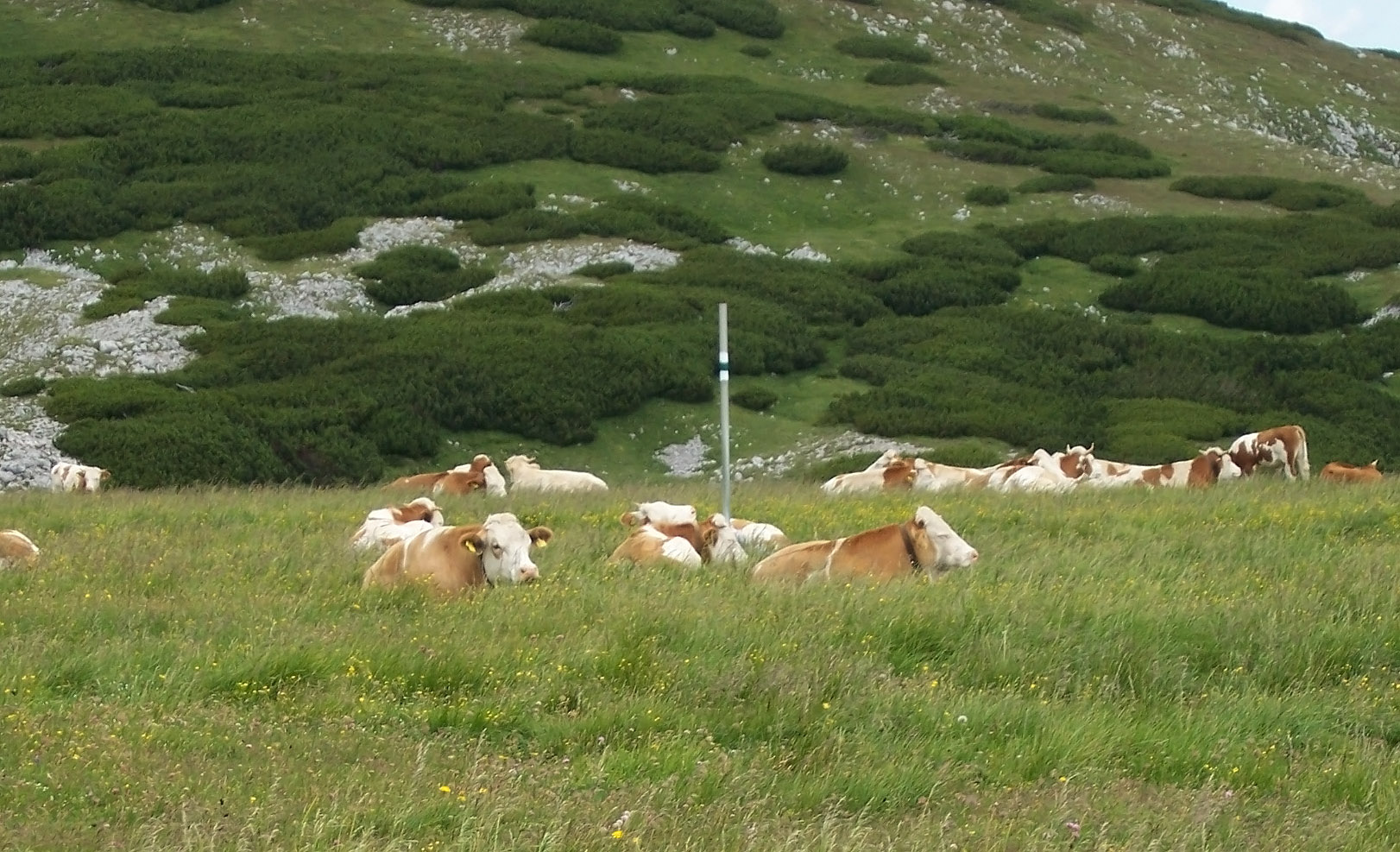
Корови на пасовиську в альпійському Шніберзі

Незважаючи на гористу місцевість, використання сучасних методів землеробства дає Австрії можливість забезпечувати продуктами 3/4 потреб внутрішнього ринку. У країні виробляють майже всі види сільськогосподарської продукції. Провідне місце посідає інтенсивне тваринництво. Для виноробства вирощують виноград, ліси дають сировину для целюлозно-паперової промисловості. Під пасовищами і луками — 28 % усієї території, орної землі — 21 %. Основні зернові культури: пшениця, жито, овес; технічні — цукрові буряки.

### Транспорт

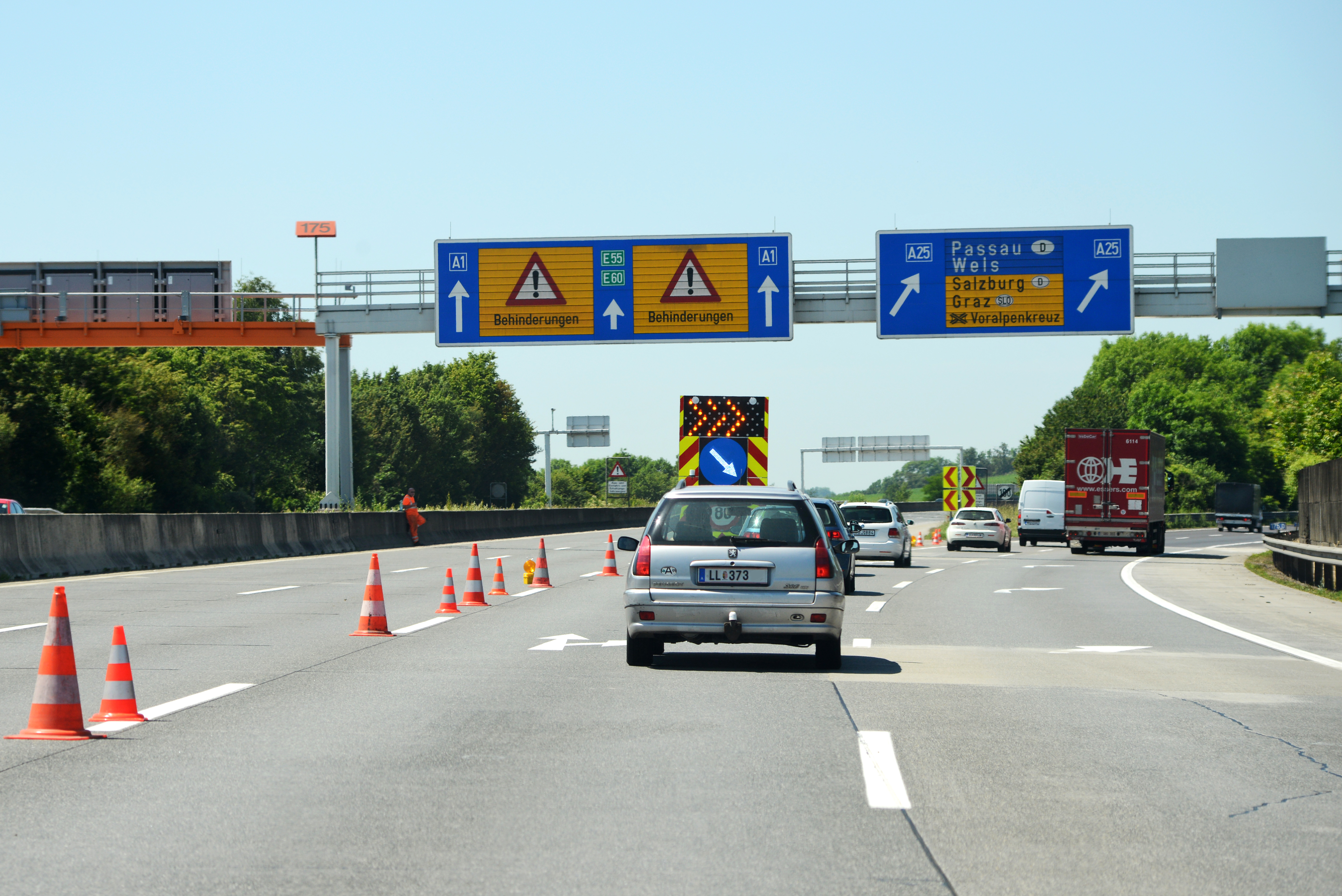
Автобан A1.

Розвинуті всі види сучасного транспорту. Судноплавство здійснюється по Дунаю. Річкові порти: Лінц, Відень. Довжина залізниць на 1957 рік становила — понад 6 тис. км, близько 1/4 з них було електрифіковано.

### Зовнішня торгівля
Торгує більш ніж зі 150 країнами світу.
Експорт: машини й устаткування, транспортне й автомобільне устаткування, папір і пиломатеріали, текстиль, одяг, залізо і сталь, хімічні речовини, продукти — $91,2 млрд доларів США:
- Німеччина — 36,0 %;
- Італія — 8,6 %;
- Швейцарія — 5,0 %;
- Угорщина — 5,0 %;
- Франція — 4,5 %.

Імпорт: нафта й нафтопродукти, природний газ, устаткування для машинобудування, зерно, бавовна, кольорові метали — $92,6 млрд доларів США:
- Німеччина — 41,8 %;
- Італія — 8,0 %;
- Франція — 4,9 %;
- США — 4,8 %.

## Медицина
Медико-санітарний стан у 1956 році становив 297 лікарень на 67 746 ліжок, лікарів — 11 327 (1 лікар на 616 жителів), зубних лікарів — 3 838, акушерок — 1 761, середнього медичного персоналу — 14 756.
- Народжуваність у 1958 році становила 16,9 немовлят на 1 тис. громадян;
- Смертність — 12,2, дитяча смертність (1957 рік) — 44,2 особи на 1 тис. живонароджених.

Найбільшу смертність у 1958 році давали:
- серцево-судинні захворювання (380 випадків на 100 тис. громадян),
- злоякісні пухлини — (249 випадків на 100 тис. громадян),
- туберкульоз — (29 випадків на 100 тис. громадян).

Медичну службу очолює федеративне міністерство соціальної допомоги. Медичних факультетів у ВНЗ — 3, шкіл середнього медичного персоналу — 8. Всі види медичної допомоги покриваються обов'язковим медичним страхуванням.

### Література

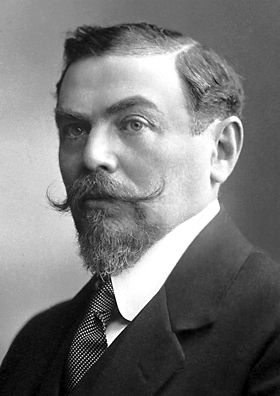
Альфред Герман Фрід лауреат Нобелівської премії миру 1911 року.

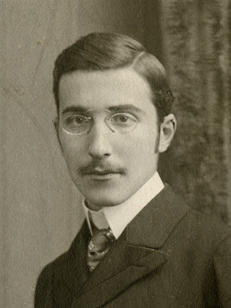
Стефан Цвейг у 1900 році.

## Культура
Австрія — наймузичніша країна Європи. Габсбурги протегували музиці і тому в XVIII-XIX століттях сюди приїжджали композитори з усієї Європи. Відень був столицею класичної музики. Багато хто з австрійських правителів був непоганим музикантом, досить пригадати лише Леопольда I (композитора), Карла VI (скрипаля) і Йосифа II (віолончеліста). У різні часи у Відні виступали Бетховен, Брамс, Глюк, Малер, Моцарт, Шуберт і Штраус. А зараз, мабуть, жоден театр або концертний зал у світі не порівняється з Віденською філармонією, Віденським хором хлопчиків, Державною оперою і Державним концертним залом.

### Кулінарія

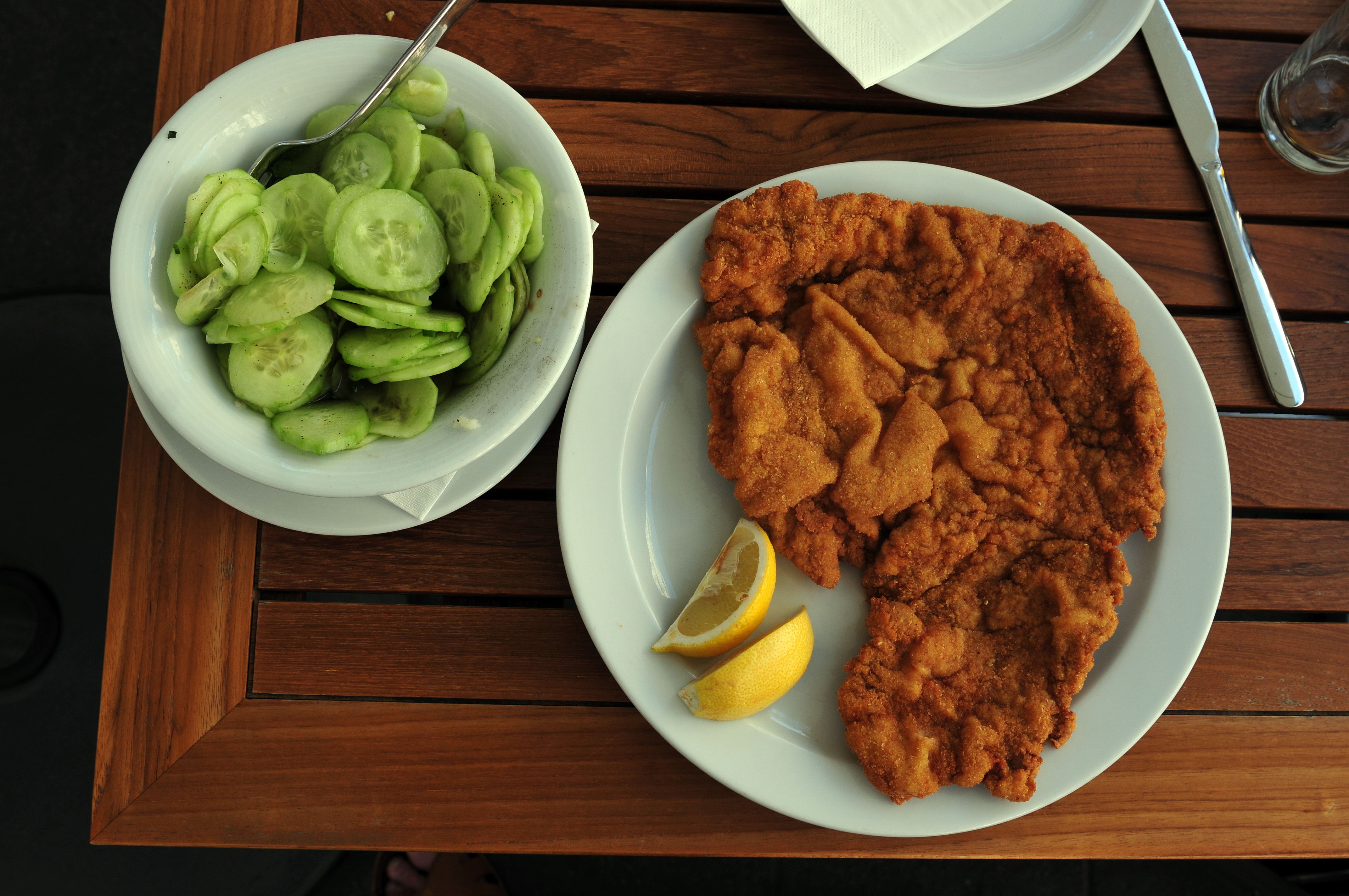
Віденський шніцель

Традиційна австрійська їжа дуже ситна, з великою кількістю м'яса і кльоцків. Віденський шніцель — найвідоміша страва віденської кухні, що поширилося по всьому світу. Це котлета, зазвичай із телятини, обсмажена в сухарях і яйцях. Австрійці їдять такі частини тварин, які не їдять жителі інших країн, наприклад легені, серце, нирки та інші нутрощі.
У Австрії печуть чудові пироги та печиво. Основним австрійським десертом є струдель — булка з різними фруктами, родзинками і корицею.

### Образотворче мистецтво

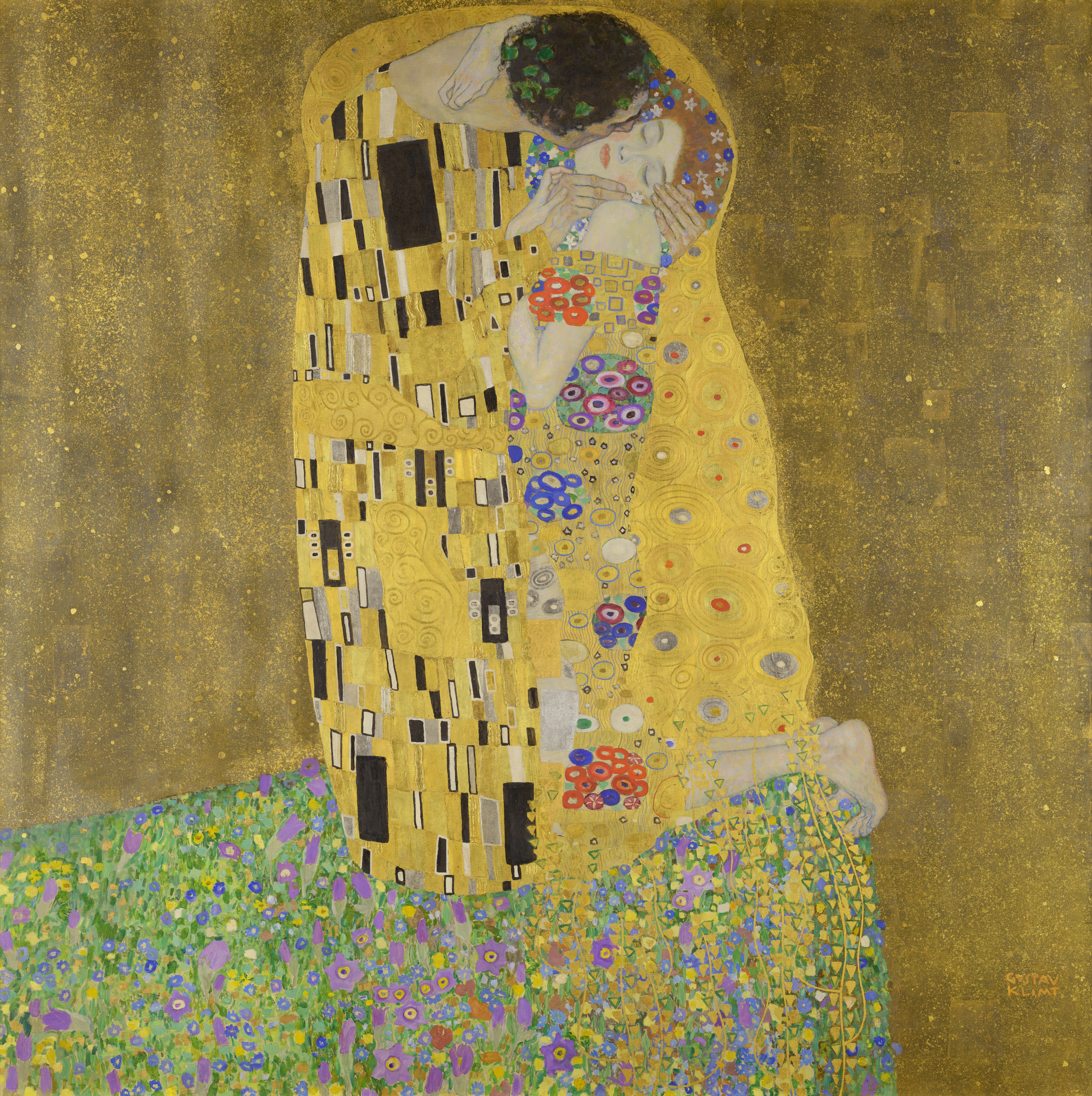
«Поцілунок», Густав Клімт, 1907–1908 роки.

Перші зразки австрійського образотворчого мистецтва мають ознаки романського стилю (фрески собору в місті Гурк, орнамент, вітражі монастиря Гейліген-крейц, вівтарний живопис та інші). Світські портретні мініатюри появилися в XIV столітті при віденському дворі.
XVII століття було добою розвитку мистецтва бароко.
У XVIII столітті розквітає помпезний офіційний портрет та декоративний живопис: Генріх Фрідріх Фюґер (1751–1818), Йоганн Лампі старший (1751–1830), пейзажист Крістіан Бранд (1695–1756), скульптор Лоренцо Матіеллі (1685–1748). У Віденській академії мистецтв здобувало освіту чимало українців: Лука Долинський (1750–1830), Корнило Устиянович (1839–1903), та інші.
У XIX столітті селянську тематику розробляв Ф. Вальдмюллер (1793–1865). Романтик Моріц Швінд (1804–1871) втілював у своїх творах фольклорні образи. Ганс Макарт (1840–1884) прагнув створити пишний салонний стиль.
Віденський «Сецеесіон» з 1898 року об'єднав майстрів стилю модерн та їх епігонів: Густав Клімт (1862–1918), стиль ар-нуво, А. Кубін (1877) та інших. Зароджується експресіонізм, представниками якого є Ріхард Герстль (1883—1908) та О. Кокошка (1886—1980). В сучасному мистецтві Австрії переважає абстракціонізм, але в галузі графіки є значні реалістичні сили. Найскандальнішої популярності удостоїлися представники стилю живопису віденський акціонізм, гілки абстрактного експресіонізму, що з'явилася наприкінці 1950-х років.

### Архітектура

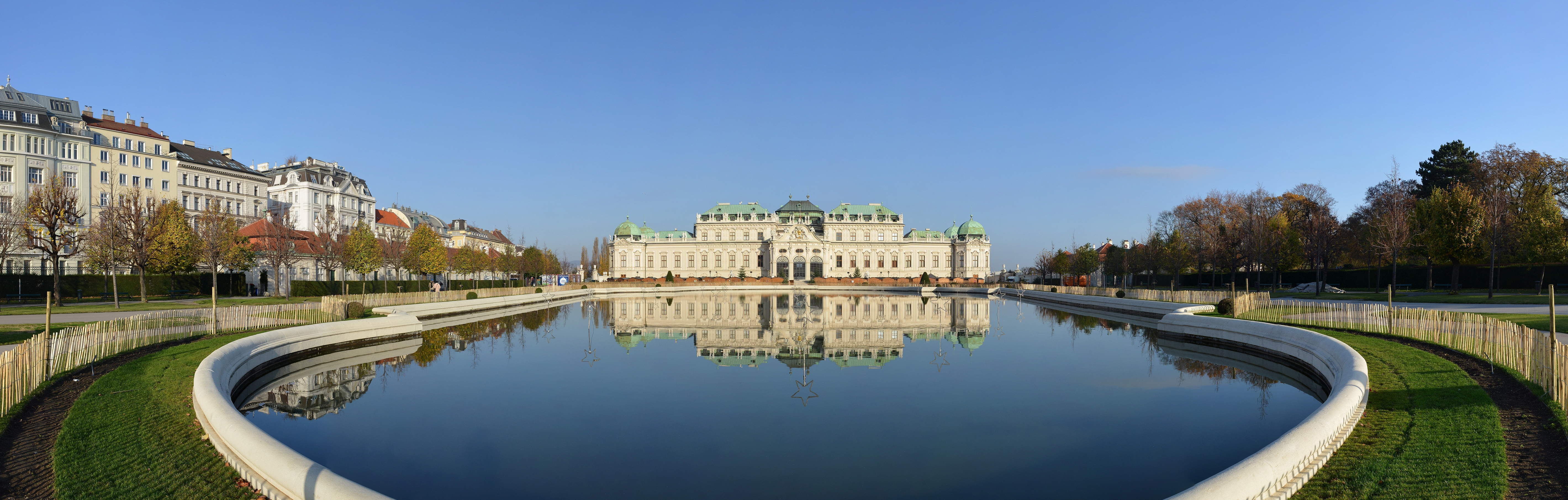
Палац Бельведер

У XII-XIII століттях в архітектурі панував романський стиль, зразком якого є собор в місті Гурк (подібний до базиліки), з визначним фресковим розписом (1251–1279). У XIV-XV століттях поширилась готика, яку характеризують собор Святого Стефана у Відні (1340–1433), стародавня частина якого споруджена в XIII столітті в романському стилі, та «Будинок з золотим дахом» в Інсбруку (1425–1504). Епоха Відродження в Австрії позначилась спорудженням численних житлових будинків у Зальцбургу, відомого замку в Шаллабургу (1530–1601). Наприкінці XVII — першої половини XVIII століть в Австрії розцвітає бароко. У цьому стилі споруджені: велична будівля собору Карла Барромея у Відні (1716–1737), палаци Шенбрунн, Траутзон і Шварценберг — архітектор Й. Б. Фішер фон Ерлах (1656–1723); палаци Бельведер, Даун-Кінських — архітектор Й. Л. Гільдебрандт (1668–1745). У XIX столітті в Австрії поширилась еклектика, яку згодом заступив модерн, представлений творчістю архітекторів О. Вагнера, А. Лооса, Йозефа Ольбріха. Для сучасної забудови міст Австрії характерна конструктивістська за стилем архітектура. Одним з найвідоміших сучасних архітекторів Австрії є Фріденсрайх Гундертвассер.

### Музика

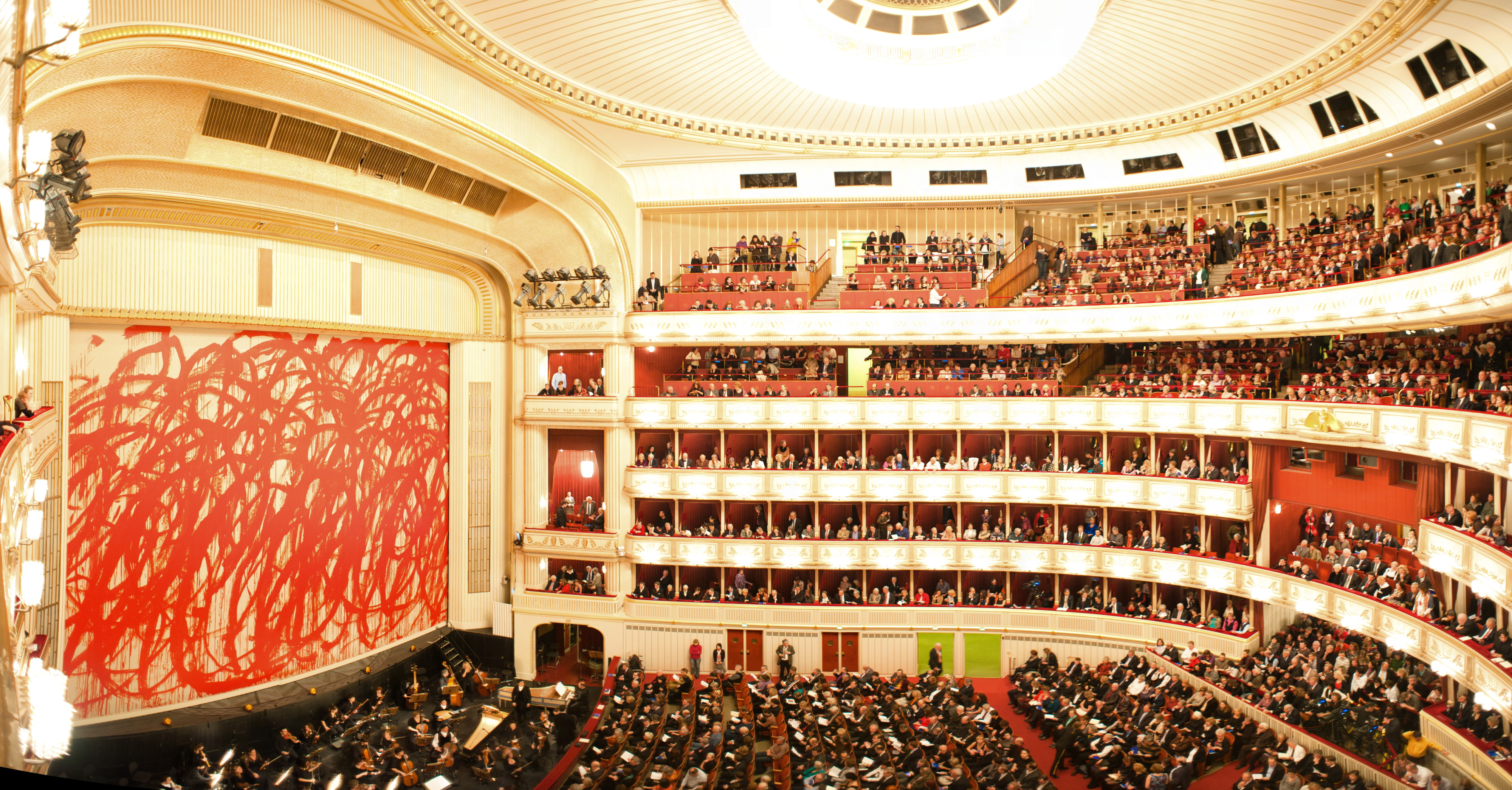
Віденська опера

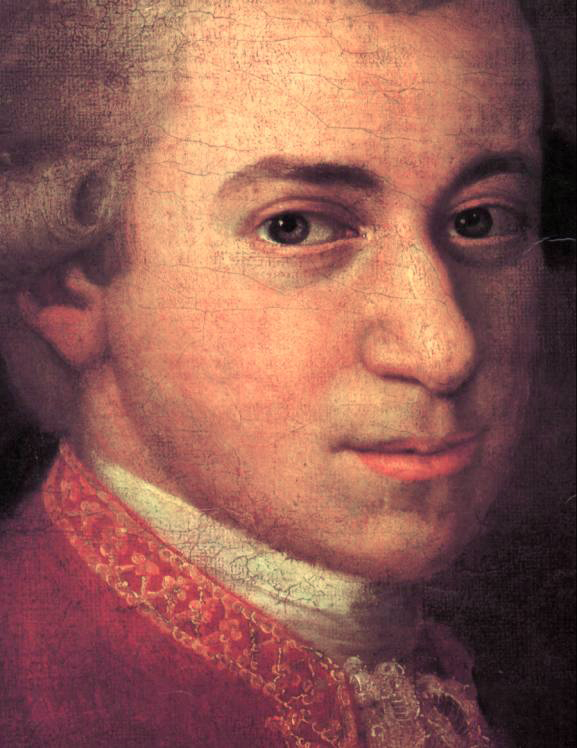
Вольфґанґ Амадей Моцарт, портрет Кноллера, Мілан, 1773 рік.

Музична народна творчість і музична класика Австрії вбирали в себе пісенні інтонації угорців, хорватів, сербів, чехів, поляків, українців та інших народів. Багаті традиції народно-побутового мистецтва Австрії стали тим ґрунтом, на якому в кінці XVIII століття зародився національний народно-побутовий театр — вистави з піснями й танцями (зингшпіль), камерна вокальна лірика й симфонія, а в другій половині XVIII століття — так звана віденська класична школа на чолі з композиторами Й. Гайдном (1732–1809), В. А. Моцартом (1756–1791), X. Глюком (1714–1787) та Людвігом ван Бетховеном (1770–1827). У своїй творчості, ідейно зв'язаній з буржуазно-демократичними течіями епохи Просвітництва і насиченій багатонаціональним фольклором Австрії, вони розвинули жанри класичної симфонії, опери та інші.
З початку XIX століття розквітає музичний романтизм, найвизначнішим представником якого був Ф. Шуберт (1797–1828). Життєрадісний дух австрійського народу виявився у творчості ряду композиторів, особливо Й. Штрауса-сина (1825–1899).
У другій половині XIX століття Відень знову стає центром розвитку музики глибокого змісту. Монументальні симфонії пишуть Йоганнес Брамс (1833–1897), Брукнер Антон (1824–1896). В музиці Брамса відчувається глибокий зв'язок з народним мистецтвом. Творчість Густава Малера (1860–1911), хоч і спирається на народ, пісенність, вже має ознаки ідейно-художньої кризи мистецтва доби імперіалізму, яка повністю виявилася у творчості А. Шенберга, глави «школи» атоналізму і додекафонії, та його учнів Альбана Берга і Антона Веберна. Крім того, цей період знаменується також і активністю творчості церковних композиторів, зокрема з'являться різдвяні меси. Яскравим представником цього жанру вважають Алоїза Бауера, автора знаменитої «Різдвяної пасторальної меси».
Роки нацизму ще більше поглибили цю ідейну кризу. Музична культура сучасної Австрії йде складним і суперечливим шляхом. Прогресивні музиканти, наслідуючи національні традиції, борються за демократичну музику, за масові форми музичного мистецтва, організовують конкурси, фестивалі, пропагують народну музику. Деякі музиканти розвиваються в напрямку експериментальної музики, як Віденський овочевий оркестр. З'явилися формалістичні «школи» («конкретна музика», «пуантелісти» та інші). Серед видатних австрійських виконавців: диригент К. Бем, піаніст Ф. Гульд, співачки М. Єриця, Л. Велич, співак Е. Кунц та інші.

### Театр

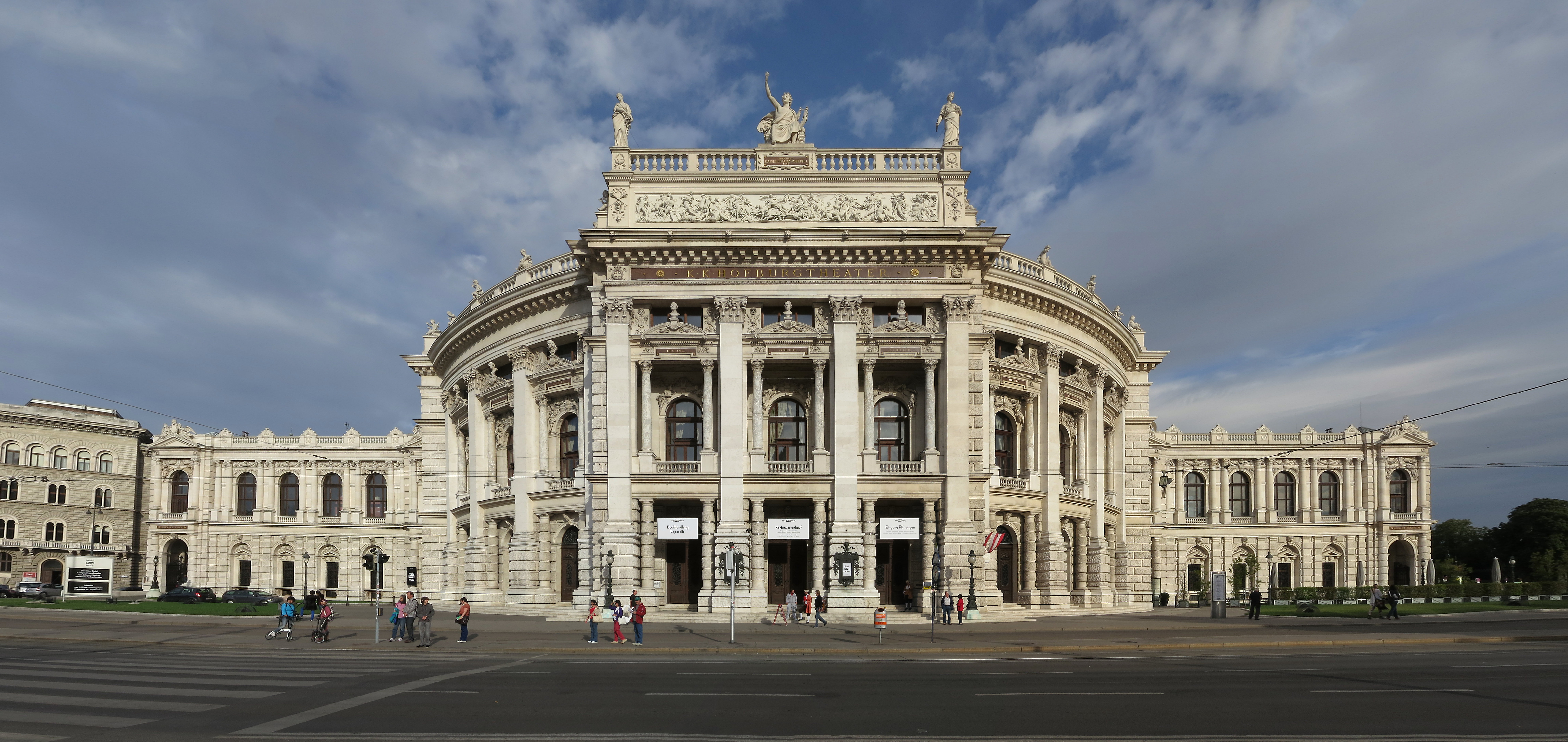
Бургтеатр у Відні.

За середньовіччя в Австрії були популярні мандрівні актори-імпровізатори, які на площах показували вистави з народного життя. Головною дійовою особою цих вистав був комедійний персонаж Гансвурст. У XVII-XVIII століттях розвинулись придворний і шкільний театри. На початку XVIII століття у Відні, за ініціативою актора і драматурга Й. Страницького, виникає постійний народний театр. У першій половині XIX століття значний вклад у розвиток театрального мистецтва внесли актори-драматурги Ф. Раймунд та Й. Нестрой.
На початку XX століття в театрах запанувала драматургія декадентів (Шніцлер, Гофмансталь та інші). У 20-х роках певний інтерес становили вистави Йозефштадттеатру (заснований у 1778 році), яким керував М. Рейнгардт. Під час фашистської окупації (1938–1945) більшість театрів було закрито, прогресивні діячі емігрували. Після визволення Австрії театри відродилися. У 1947 році відкрився новий театр «Скаля», в якому йдуть найкращі сучасні п'єси. Відень — центр театрального життя Австрії (14 драматичних театрів). Серед діячів австрійських театрів — Р. Аслан, X. і В. Тіміг, К. Паріла, А. Рот та інші.
У 1741 році в Відні відкрився Бургтеатр (з 1776 року називався Національним, до 1918 був придворним театром). Найвищого розвитку Бургтеатр досяг у XIX столітті під керівництвом драматурга та режисера Г. Лаубе (1849–1867), коли тут грали найкращі майстри німецької сцени: А. Зонненталь, Й. Левінський, Ш. Вольтер та інші. У 1899–1910 роках Бургтеатр очолював видатний актор Й. Кайнц. У Бургтеатрі ставлять австрійські національні п'єси, російські класичні п'єси (твори Грибоєдова, Островського, Горького, Афіногенова та інш.).

### Кінематограф

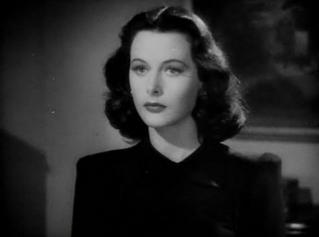
Геді Ламар

Кіно Австрії спеціалізується головним чином на музичних фільмах. Віллі Форст поставив у 1933 році «Незавершену симфонію», присвячену Шуберту, в 1935 — «Мазурку», 1937 — «Серенаду», 1939 — «Любого друга», 1940 — «Оперету». Відома австрійська акторка Геді Ламар англ. Hedy Lamarr здобула слави в Голлівуді, кінострічки «Алжир» (Габі, 1938), «Леді в тропіках» (Манон де Верне, 1939), «Тортілія-Флет» (Долорес Рамірес, 1942), «Небезпечний експеримент» (Аліда Бедо, 1944).
Фашистська окупація згубно позначилась на національній кінематографії, що відродилася лише в 1946 році (фільм «Далекий шлях»). Широко відомі: «Дитя Дунаю», «Весна на льоду», «Втрачені мелодії», «Золота симфонія», «Дай руку, життя моє!» та інші. Прогресивні діячі кіно Австрії починають все частіше звертатися до тем сучасності і вести боротьбу за незалежність вітчизняної кінематографії від німецьких кінопрокатних фірм. Відомі кінодіячі-режисери Г. В. Пабст, Карл Паріла; актори Паула Весселі, Ернст Дойч, Маріанна Шінауер, Ганс Мозер та інші.

### Скульптура
Серед помітних австрійських скульпторів ХХ–ХХІ ст: Йозеф Піллхофер та інші.

## Освіта

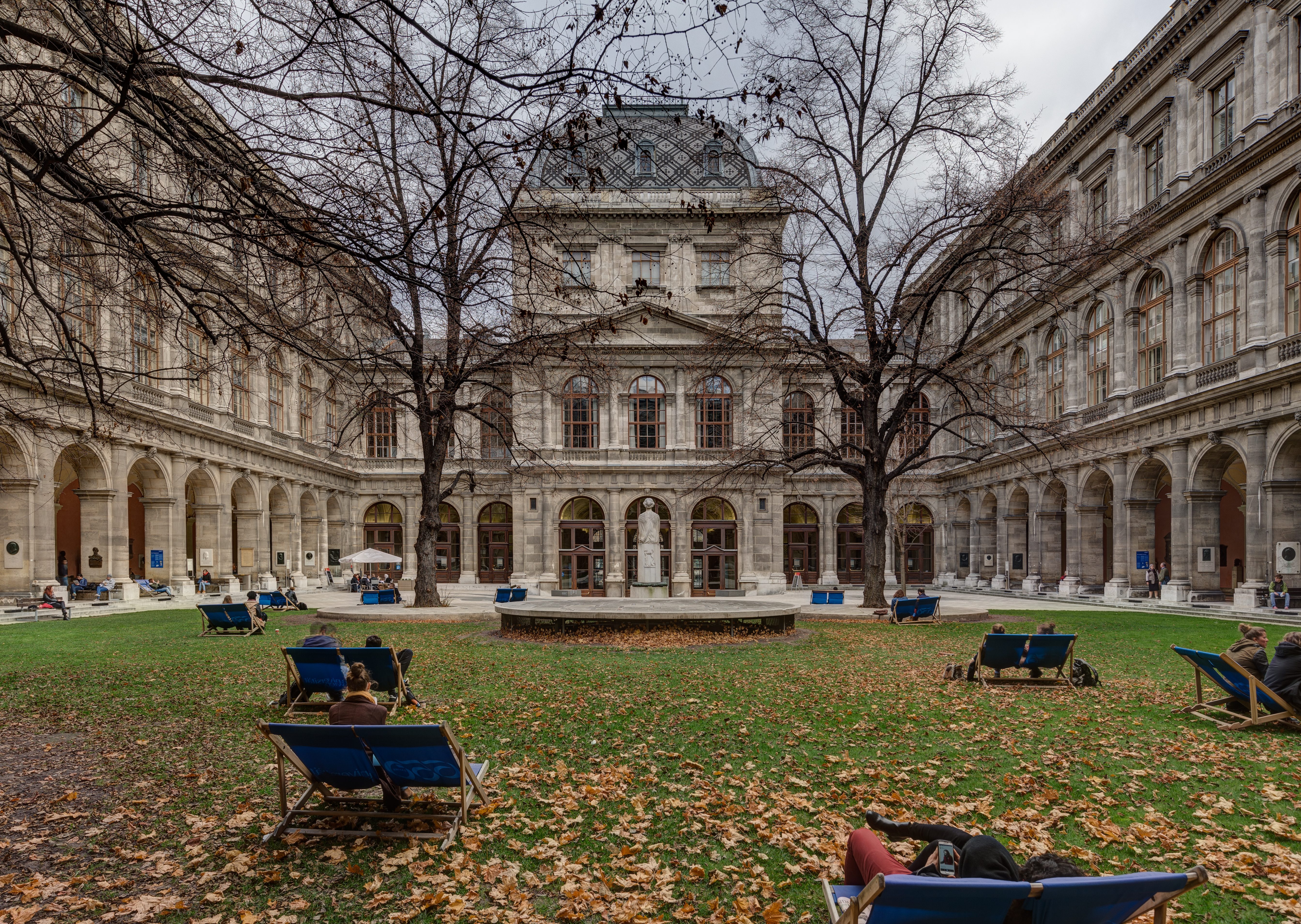
Внутрішній дворик головного корпуса Віденського університету

За часів Габсбурзької монархії Австрія була осередком католицького богослов'я. Політика національного гноблення була спрямована проти розвитку національних культур у багатонаціональній імперії, зокрема, проти розвитку науки і освіти в Закарпатті, Галичині і Буковині. Клерикали перешкоджали створенню Академії наук, внаслідок чого Віденська академія була відкрита лише 1847 року під тиском революційного руху і, зокрема, повстання селян в Галичині 1846 року. У Відні був поширений афоризм:
|  | Галицькі селяни є засновниками Австрійської академії наук.[джерело?] |

У 1956–1957 роках в Австрії було 1 335 дитячих садків, 5 349 початкових шкіл, 187 середніх шкіл, 33 середні технічні і ремісничі школи, 76 професійних жіночих шкіл, 28 педучилищ. У всіх цих закладах налічувалось 924 596 чоловік.
Було 14 вищих навчальних закладів (22 850 студентів), в тому числі університети у Відні, Граці та інші.
Найбільші бібліотеки:
- Національна бібліотека у Відні (1 525 тис. томів),
- Віденського університету (1 361 тис. томів).

Музеї: історії мистецтв, Національна галерея, природничо-історичний, технічний у Відні та інші.

## Наука
Австрія подарувала світові велику кількість знаменитих учених, серед яких такі відомі уми XIX століття, як Людвіг Больцман, Ернст Мах, Віктор Франц Гесс і Крістіан Доплер. У 20—30-х роках XX століття внесок таких вчених як Ліза Мейтнер, Ервін Шредінгер і Вольфганг Паулі став ключовим у розвитку атомної фізики і квантової механіки. Сучасний фізик Антон Цайлінгер був першим, кому вдалося реалізувати ефект квантової телепортації
Крім фізиків в Австрії народилися два найбільших філософа XX століття Людвіг Вітгенштейн, і Карл Поппер. Біологи Грегор Мендель і Конрад Лоренц, математик Курт Гедель, конструктори Фердинанд Порше і Зігфрід Маркус також були австрійцями.
Починаючи з відомого середньовічного вченого Парацельса, основними напрямками досліджень австрійських вчених були медицина і психологія. Такі видатні лікарі, як Теодор Більрот, Клеменс Пірке і Антон Ейсельсберг були представниками Віденської медичної школи в XIX столітті. Також широко відомі австрійські психологи Зигмунд Фрейд, Альфред Адлер, Пауль Вацлавик, Ганс Аспергер і психіатр Віктор Франкль.
У розвиток Австрійської школи економіки, яка є одним з конкуруючих напрямків сучасної економічної теорії, зробили внесок такі економісти, як Йозеф Шумпетер, Ейген фон Бем-Баверк, Людвіг фон Мізес, Фрідріх Гаєк.
Наразі фундаментальними дослідженнями займається Австрійська академія наук, заснована в 1847 році. До її складу входять інститут порівняльного дослідження поведінки ім. К. Лоренца, міжнародний інститут прикладного системного аналізу та інші. Всього в Австрії близько 2200 наукових установ, в яких працює приблизно 25 тис. чоловік. Австрія бере активну участь у міжнародній науковій кооперації, на її рахунку більше ніж 1000 дослідницьких проєктів рамкової програми ЄС.

## Спорт

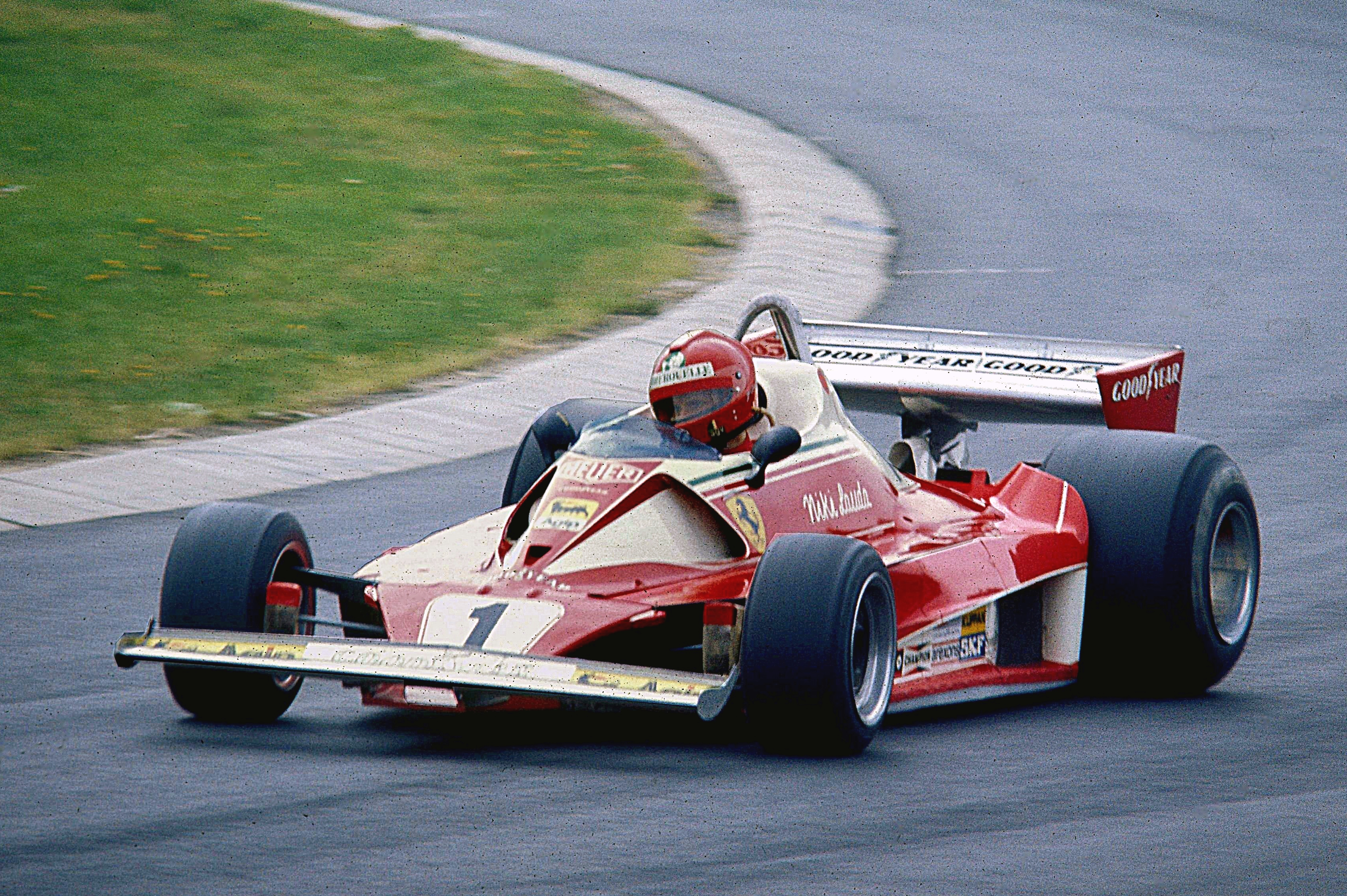
Нікі Лауда у Ferrari 312 T2 на тренуванні у Нюрбургрингу, 1976 рік.

Австрія — альпійська країна і тому найбільших успіхів добивалася в зимових видах спорту, особливо в гірськолижному. Країна славиться своїми гірськолижними курортами. Місто Інсбрук двічі приймало зимові Олімпійські ігри — в 1964 та 1976 роках. На зимовій Олімпіаді в Турині австрійська команда в неофіційному командному заліку була лише третьою, поступившись Німеччині та США.
Футбольна збірна Австрії славилася своїми перемогами в 30-х роках, коли її називали вундертімом. Найвідоміші футбольні клуби: віденські «Аустрія» і «Рапід» ще в 70-х роках були грізною силою на європейській арені, але наприкінці XX століття футбольні центри Європи перемістилися.
У Формулі-1 Австрія мала в минулому столітті зіркового пілота — Нікі Лауду, триразового чемпіона світу.

## Засоби масової інформації
В Австрії у 1950-х роках видавалось близько 150 газет та журналів: «Фольксштіме» (нім. «Volksstimme»), «Арбайтер Цайтунг» (нім. «Arbeiter Zeitung»), «Дас кляйне Фольксблят» (нім. «Das kleine Volksblatt»), «Ді ноє Фронт» (нім. «Die neue Front»). Офіційна урядова газета — «Вінер Цайтунґ» (нім. «Wiener Zeitung»). В Австрії віщають широкомовні радіостанції і телестудії у Відні, Лінці та інших містах.